# Список бригад Вооружённых сил СССР (1989—1991)

Список бригад Вооружённых Сил СССР (1989—1991) — список бригад Советской армии, Военно-морского флота, Внутренних войск МВД и Пограничных войск КГБ в составе Вооружённых сил СССР по состоянию на 1989—1991 годы и по их состоянию в вооружённых силах государств бывшего СССР на 2016 год.
- Примечание:

1. В связи с разночтениями в различных источниках, в списке могут присутствовать неточности;
2. Прочерк в графе «1992 год Переход под юрисдикцию» означает что бригада была расформирована не оказавшись под юрисдикцией какого-либо из государств бывшего СССР. В некоторых случаях после распада СССР, процесс расформирования бригад без чётко обозначенной государственной принадлежности, продолжался до 1994 года;
3. Во всех разделах в графе «Год создания» указан год, в который соединение получило приведённое полное наименование. Год создания формирования являвшегося предшественником бригады не приводится, как и не рассматривается история преобразований всех предшествовавших ей формирований;
4. В отличие от других государств, не все бригады в ВС СССР являлись соединениями (управление бригады объединявшее несколько воинских частей). Для определённых родов войск, некоторые (либо все бригады) в действительности являлись воинскими частями (десантно-штурмовые бригады, артиллерийские бригады, мотострелковые бригады, бригады специального назначения и т. д.), которые отличались от полков большим составом подразделений. В связи с этим, в заглавии соответствующих разделов, в оценке общего количества приводится обобщающий термин «формирование», а не «соединение»;
5. Перечень использованных условных сокращений приводится в конце статьи. Узкоспециализированные сокращения для некоторых родов войск, раскрываются в заглавии разделов.

## Сухопутные войска

Условный флаг Сухопутных войск ВС СССР

В данный раздел входят бригады находившиеся в подчинении Главнокомандующего сухопутными войсками.

### Мотострелковые и стрелковые бригады
Полный список мотострелковых и стрелковых бригад (5 формирований) существовавших в составе Сухопутных войск в период с 1989 по 1991 годы.
| Бригада (полное наименование)                                                           | Год создания | Принадлежность к объединению, дислокация, 1989-1991            | 1992 год Переход под юрисдикцию | Переформирования, дислокация, Состояние на 2016 |
| --------------------------------------------------------------------------------------- | ------------ | -------------------------------------------------------------- | ------------------------------- | --- |
| 1-я отдельная стрелковая ордена Красной Звезды бригада охраны                           | 1967         | МВО, Москва                                                    | Россия                          | Расформирована в 2008 году |
| 6-я отдельная гвардейская мотострелковая Берлинская ордена Богдана Хмельницкого бригада | 1941         | ГСВГ, Карлсхорст, Германия                                     | Россия                          | В 1994 году передислоцирована в г. Курск. В 1997 году переформирована в 6-й гвардейский мотострелковый полк. В 2009 году 6-й полк был расформирован |
| 7-я отдельная мотострелковая бригада                                                    | 1962         | ГСВСК, Гавана, Куба                                            | —                               | Бригада расформирована в 1991 году |
| 27-я отдельная гвардейская мотострелковая Севастопольская Краснознамённая бригада       | 1983         | МВО, п.г.т. Мосрентген, Московская область, РСФСР              | Россия                          | Дислокация не изменилась |
| 68-я отдельная горная мотострелковая бригада                                            | 1980         | 17-й армейский корпус, САВО→ТуркВО, Ош, Ошская область, КирССР | Киргизия                        | Переименована в 1-ю мотострелковую бригаду. Дислокация не изменилась                                                                                |

### Бригады Ракетных войск и артиллерии

#### Артиллерийские бригады
Полный список артиллерийских бригад (74 формирования) существовавших в составе Ракетных войск и Артиллерии Сухопутных войск в период с 1989 по 1991 годы.
- Примечание:

1. в список вошли бригады кадра;
2. артиллерийские бригады большой мощности имели на вооружении крупнокалиберные орудия 2С7 и 2С4;
3. артиллерийские бригады не указанные по типу вооружения (реактивный, гаубичный или пушечный) имели смешанное вооружение.

| Бригада (полное наименование) | Год создания | Принадлежность к соединению/объединению, дислокация, 1989-1991                                       | 1992 год Переход под юрисдикцию | Переформирования, дислокация, Состояние на 2016 |
| --- | ------------ | --- | ------------------------------- | --- |
| 13-я артиллерийская бригада большой мощности | 1973         | БелВО, н.п. Лапичи, Могилёвская область, БССР                                                        | Белоруссия                      | н/д |
| 14-я артиллерийская бригада большой мощности | 1974         | ДВО, н.п. Новосысоевка, Приморский край, РСФСР                                                       | Россия                          | Расформирована в 1998 году |
| 45-я артиллерийская бригада | н/д          | МВО, г. Тамбов, Тамбовская область, РСФСР                                                            | Россия                          | Расформирована в 2009 году на 18-й отдельный самоходный миномётный дивизион и 19-й отдельный самоходный артиллерийский дивизион. Дислокации не изменились |
| 122-я противотанковая артиллерийская бригада | 1983         | ГСВГ, г. Кёнигсбрюк, Германия                                                                        | Россия                          | Передислоцирована в г. Тамбов. В 1998 переформирована в 398-й противотанковый артиллерийский полк. Дислокация не изменилась. |
| 135-я противотанковая артиллерийская бригада | н/д          | ТуркВО, г. Мары, Марыйская область, Туркменская ССР                                                  | Туркмения                       | н/д |
| 165-я пушечная артиллерийская Пражская Краснознамённая, орденов Кутузова и Богдана Хмельницкого бригада                                           | н/д          | 35-я общевойсковая армия, ДВО, н.п. Никольское, Амурская область, РСФСР                              | Россия                          | н/д |
| 166-я пушечная артиллерийская бригада | н/д          | 15-я общевойсковая армия, ДВО, н.п. Лермонтовка, Хабаровский край, РСФСР                             | Россия                          | н/д |
| 167-я пушечная артиллерийская бригада | н/д          | МВО, г. Тверь, Тверская область                                                                      | Россия                          | н/д |
| 170-я гаубичная артиллерийская бригада | 1984         | 51-я гвардейская артиллерийская дивизия, БелВО, г. Осиповичи, Могилёвская область, БССР              | Белоруссия                      | Расформирована в 1996 году |
| 171-я тяжёлая гаубичная артиллерийская бригада | 1984         | 51-я гвардейская артиллерийская дивизия, БелВО, г. Осиповичи, Могилёвская область, БССР              | Белоруссия                      | Расформирована в 1996 году |
| 178-я пушечная артиллерийская бригада | 1984         | 51-я гвардейская артиллерийская дивизия, БелВО, г. Осиповичи, Могилёвская область, БССР              | Белоруссия                      | Расформирована в 1996 году |
| 182-я противотанковая артиллерийская бригада | н/д          | КВО, г. Луганск, Луганская область, УССР                                                             | Украина                         | н/д |
| 184-я гаубичная артиллерийская орденов Суворова и Кутузова бригада большой мощности                                                               | 1974         | ОдВО, н.п. Березино, Одесская область, УССР                                                          | Украина                         | н/д |
| 188-я артиллерийская бригада большой мощности | 1973         | ПрикВО, н.п. Емильчино, Житомирская область, УССР                                                    | Украина                         | Переформирована в 27-й артиллерийский полк. Полк расформирован |
| 190-я артиллерийская бригада большой мощности | 1978         | ОдВО, н.п. Тарутино, Одесская область, УССР                                                          | Украина                         | н/д |
| 192-я тяжёлая гаубичная артиллерийская Ясская Краснознамённая, орденов Богдана Хмельницкого и Александра Невского бригада                         | 1982         | КВО, г. Белая Церковь, Киевская область, УССР                                                        | -                               | Расформирована в 1989 году |
| 197-я артиллерийская бригада большой мощности | н/д          | 51-я гвардейская артиллерийская дивизия, БелВО, г. Осиповичи, Могилёвская область, БССР              | Белоруссия                      | Расформирована в 1996 году |
| 200-я артиллерийская бригада большой мощности | 1974         | ЗабВО, н.п. Дровяная, Читинская область                                                              | Россия                          | н/д |
| 201-я самоходная артиллерийская бригада | н/д          | СКВО, г. Славянск-на-Кубани, Краснодарский край, РСФСР                                               | Россия                          | н/д |
| 209-я пушечная артиллерийская бригада | н/д          | 36-я общевойсковая армия, ЗабВО, н.п. Цугол, Читинская область                                       | Россия                          | н/д |
| 211-я гвардейская пушечная артиллерийская Сандомирская ордена Ленина Краснознамённая бригада                                                      | 1983         | ЦГВ, г. Есеник, ЧССР                                                                                 | Россия                          | Передислоцирована в г. Нижний Новгород. Расформирована в 1994 году |
| 216-я пушечная артиллерийская бригада | н/д          | ДВО, н.п. Анастасьевка, Хабаровский край, РСФСР                                                      | Россия                          | н/д |
| 217-я пушечная артиллерийская бригада | н/д          | 5-я общевойсковая армия, ДВО, н.п. Пограничный, Приморский край, РСФСР                               | Россия                          | н/д |
| 219-я тяжёлая гаубичная артиллерийская бригада | 1990         | ПрикВО, г. Хуст, Закарпатская область, УССР                                                          | —                               | Расформирована в 1989 году |
| 222-я пушечная артиллерийская бригада | н/д          | КВО, г. Никополь, Днепропетровская область, УССР                                                     | Украина                         | н/д |
| 227-я артиллерийская бригада большой мощности | 1975         | СКВО, г. Славянск-на-Кубани, Краснодарский край                                                      | Россия                          | Расформирована в 2002 году. Примечание: Созданная в 2017 году 227-я артиллерийская бригада с дислокацией в г. Майкоп, является наследницей 81-й артиллерийской бригады, расформированной в 2009 году. В свою очередь данная бригада была создана в 1992 году на базе 217-го пушечного артиллерийского полка выведенного из г. Ленинакан. |
| 228-я артиллерийская бригада большой мощности | 1981         | МВО, г. Шуя, Ивановская область                                                                      | Россия                          | н/д |
| 229-я артиллерийская бригада большой мощности | н/д          | СибВО, г. Юрга, Кемеровская область, РСФСР                                                           | Россия                          | н/д |
| 231-я пушечная артиллерийская бригада | 1982         | 7-я танковая армия, БелВО, н.п. Боровка (Лепельский район), Витебская область, БССР                  | Белоруссия                      | Переформирована в 231-й пушечный артиллерийский полк. В 2004 слиянием с 502-й противотанковой артиллерийской бригадой и 427-м реактивным артиллерийским полком переформирован в 231-ю артиллерийскую бригаду |
| 232-я реактивная артиллерийская Пражская Краснознамённая, ордена Суворова бригада                                                                 | 1943         | 12-я артиллерийская Пражская Краснознамённая, орденов Кутузова и Богдана Хмельницкого дивизия ЗабВО. | Россия                          | н/д |
| 235-я гвардейская пушечная артиллерийская бригада                                                                                                 | н/д          | МВО, г. Скопин, Рязанская область                                                                    | Россия                          | н/д |
| 236-я пушечная артиллерийская бригада | н/д          | МВО, г. Тамбов, Тамбовская область, РСФСР                                                            | Россия                          | н/д |
| 238-я тяжёлая гаубичная артиллерийская бригада | 1984         | ОдВО, н.п. Новоалексеевка, Херсонская область, УССР                                                  | Украина                         | н/д |
| 239-я пушечная артиллерийская бригада | н/д          | УрВО, г. Чебаркуль, Оренбургская область                                                             | Россия                          | н/д |
| 251-я противотанковая артиллерийская бригада | н/д          | БелВО, н.п. Лапичи, Могилёвская область, БССР                                                        | Белоруссия                      | н/д |
| 256-я артиллерийская бригада | н/д          | СибВО, г. Юрга, Кемеровская область, РСФСР                                                           | Россия                          | Расформирована в 1998 году слиянием со 120-й гвардейской артиллерийской Волгоградской Краснознамённой ордена Суворова бригадой |
| 264-я пушечная артиллерийская бригада | н/д          | 51-я общевойсковая армия, ДВО, н.п. Соловьёвка, Сахалинская область, РСФСР                           | Россия                          | н/д |
| 265-я артиллерийская бригада кадра | н/д          | КВО, г. Богодухов, Харьковская область, УССР                                                         | Украина                         | н/д |
| 268-я гвардейская пушечная артиллерийская Севастопольская Краснознамённая, орденов Кутузова и Богдана Хмельницкого бригада                        | н/д          | 2-я гвардейская артиллерийская дивизия, ЛенВО, г. Павловск, Ленинградская область, РСФСР             | Россия                          | н/д |
| 273-я пушечная артиллерийская Киркинесская Краснознамённая бригада                                                                                | н/д          | МВО                                                                                                  | Россия                          | н/д |
| 279-я пушечная артиллерийская бригада | н/д          | МВО, г. Тверь, Тверская область                                                                      | Россия                          | н/д |
| 285-я гаубичная артиллерийская бригада | н/д          | 2-я гвардейская артиллерийская дивизия, ЛенВО, н.п. Токсово Ленинградская область, РСФСР             | Россия                          | н/д |
| 286-я гвардейская гаубичная артиллерийская Пражская Краснознамённая, орденов Кутузова и Богдана Хмельницкого бригада                              | 1943         | 34-я артиллерийская дивизия, ГСВГ, г. Потсдам, Германия                                              | Россия                          | Передислоцирована в н.п. Мулино Горьковская область. Расформирована в 1997. |
| 287-я гвардейская тяжёлая гаубичная артиллерийская Севастопольская Краснознамённая, ордена Кутузова бригада имени Ворошилова                      | н/д          | 2-я гвардейская артиллерийская дивизия, ЛенВО, г. Павловск, Ленинградская область, РСФСР             | Россия                          | н/д |
| 288-я артиллерийская гаубичная Варшавско-Бранденбургская Краснознамённая, орденов Кутузова, Богдана Хмельницкого и Красной Звезды бригада         | н/д          | 34-я артиллерийская дивизия, ГСВГ, г. Хемниц, Германия                                               | Россия                          | Передислоцирована в н.п. Мулино Горьковская область. Дислокация не изменилась. |
| 289-я артиллерийская бригада большой мощности | 1973         | ЛенВО, г. Луга, Ленинградская область, РСФСР                                                         | Россия                          | Расформирована в 1993 году |
| 290-я артиллерийская пушечная Варшавско-Лодзинская Краснознамённая, орденов Кутузова и Богдана Хмельницкого бригада                               | 1982         | 2-я гвардейская танковая армия, ГСВГ, г. Швайнрих, Германия                                          | Россия                          | Передислоцирована в г. Чебаркуль. Расформирована в 1994 году |
| 301-я пушечная артиллерийская бригада | н/д          | ОдВО, г. Симферополь, Крымская область, УССР                                                         | Украина                         | н/д |
| 303-я гвардейская гаубичная артиллерийская Калинковичская дважды Краснознамённая, орденов Суворова и Кутузова бригада                             | н/д          | 34-я артиллерийская дивизия, ГСВГ, г. Альтенграбов, Германия                                         | Россия                          | Передислоцирована в н.п. Мулино Горьковская область. Дислокация не изменилась. |
| 304-я артиллерийская бригада большой мощности | н/д          | ТуркВО, г. Кизыл-Арват, Красноводская область, Туркменская ССР                                       | Туркмения                       | н/д |
| 305-я гаубичная артиллерийская Гумбиненнская ордена Красной звезды бригада                                                                        | н/д          | 5-я общевойсковая армия, ДВО, н.п. Покровка, Приморский край, РСФСР                                  | Россия                          | Передислоцирована в 2008 году в г. Уссурийск |
| 306-я пушечная артиллерийская бригада | 1982         | 5-я гвардейская танковая армия, БелВО, г. Осиповичи, Могилёвская область, БССР                       | Белоруссия                      | Расформирована в 1996 году |
| 307-я реактивная артиллерийская Бранденбургская ордена Кутузова бригада                                                                           | н/д          | 34-я артиллерийская дивизия, ГСВГ, г. Хемниц, Германия                                               | Россия                          | Передислоцирована в н.п. Мулино Горьковская область. Расформирована в 1997. |
| 308-я пушечная артиллерийская Лодзинская орденов Суворова и Кутузова бригада                                                                      | 1982         | 1-я гвардейская танковая армия, ГСВГ, г. Цайтхайн, Германия                                          | Россия                          | Передислоцирована в г. Славянск-на-Кубани, Краснодарский край |
| 336-я гвардейская реактивная артиллерийская бригада                                                                                               | н/д          | 51-я гвардейская артиллерийская дивизия, БелВО, г. Осиповичи, Могилёвская область, БССР              | Белоруссия                      | Расформирована в 1996 году |
| 337-я гвардейская реактивная артиллерийская Киевская ордена Ленина, Краснознамённая, орденов Богдана Хмельницкого и Александра Невского бригада   | н/д          | 26-я артиллерийская дивизия, ПрикВО, УССР                                                            | Украина                         | н/д |
| 338-я гвардейская реактивная артиллерийская Двинская ордена Александра Невского бригада                                                           | н/д          | 15-я гвардейская артиллерийская дивизия, ДВО, РСФСР                                                  | Россия                          | н/д |
| 345-я артиллерийская бригада большой мощности | н/д          | КВО, г. Белая Церковь, Киевская область                                                              | Украина                         | н/д |
| 346-я пушечная артиллерийская бригада кадра | 1984         | ОдВО, н.п. Новоалексеевка, Херсонская область, УССР                                                  | Украина                         | н/д |
| 349-я противотанковая артиллерийская бригада | н/д          | МВО, г. Скопин, Рязанская область                                                                    | Россия                          | н/д |
| 351-я артиллерийская бригада большой мощности | 1984         | СибВО, н.п. Шилово, Новосибирская область, РСФСР                                                     | Россия                          | н/д |
| 353-я гвардейская пушечная артиллерийская Могилёвская орденов Богдана Хмельницкого и Александра Невского                                          | н/д          | 36-й армейский корпус, ТуркВО, г. Каттакурган, Самаркандская область, УзССР                          | Узбекистан                      | н/д |
| 380-я гвардейская реактивная артиллерийская Криворожская Краснознамённая, орденов Суворова, Кутузова и Богдана Хмельницкого бригада               | н/д          | 2-я гвардейская артиллерийская дивизия, ЛенВО, г. Пушкин, Ленинградская область, РСФСР               | Россия                          | Переформирован в 380-й гвардейский реактивный артиллерийский Криворожский Краснознамённый, орденов Суворова, Кутузова и Богдана Хмельницкого полк. Дислокация не изменилась. |
| 384-я артиллерийская бригада большой мощности | 1981         | ПрибВО, г. Плунге, ЛитССР                                                                            | н/д                             | н/д |
| 385-я гвардейская артиллерийская Одесская Краснознамённая, ордена Богдана Хмельницкого бригада                                                    | 1981         | 3-я общевойсковая армия, ГСВГ, г. Планкен, Германия                                                  | Россия                          | Передислоцирована в г. Тоцкое, Оренбургская область |
| 387-я гвардейская пушечная артиллерийская Келецко-Берлинская орденов Кутузова, Богдана Хмельницкого, Александра Невского и Красной звезды бригада | 1981         | 20-я гвардейская армия, ГСВГ, г. Альтес-Лагер, Германия                                              | Россия                          | Передислоцирована в г. Луга, Ленинградская область. В 1993 году объединена с 289-й артиллерийской бригадой большой мощности под названием 9-я гвардейская артиллерийская бригада. Дислокация не изменилась. |
| 390-я гвардейская пушечная артиллерийская Запорожско-Одесская ордена Ленина, Краснознамённая, орденов Суворова и Кутузова бригада                 | 1981         | 8-я гвардейская армия, ГСВГ, г. Ордруф, Германия                                                     | Россия                          | Передислоцирована в г. Волгоград. Расформирована в 1998 году |
| 400-я пушечная артиллерийская бригада | н/д          | САВО → ТуркВО, г. Актюбинск, Актюбинская область, КазССР                                             | Казахстан                       | Переименована в 100-ю артиллерийскую бригаду. Дислокация не изменилась |
| 401-я противотанковая артиллерийская бригада | н/д          | САВО → ТуркВО, н.п.Унгуртас, Алматинская область, КазССР                                             | Казахстан                       | Передислоцирована в г. Приозёрск, Карагандинская область. Переформирована в 401-ю зенитно-ракетную бригаду. |
| 404-я артиллерийская бригада кадра | 1982         | ПрикВО, г. Новоград-Волынский, Житомирская область, УССР                                             | —                               | Переформирована в 1989 в 6066-ю Базу хранения вооружения и техники |
| 430-я тяжёлая гаубичная артиллерийская бригада | 1982         | ПрикВО, г. Нестеров, Львовская область, УССР                                                         | Украина                         | Расформирована в 1989 году |
| 485-я пушечная артиллерийская бригада | н/д          | 42-й армейский корпус, СКВО, г. Орджоникидзе, СОАССР, РСФСР                                          | Россия                          | н/д |
| 502-я противотанковая артиллерийская бригада | 1984         | 51-я гвардейская артиллерийская дивизия, БелВО, г. Осиповичи, Могилёвская область, БССР              | Белоруссия                      | Расформирована в 2004 году слиянием с 231-й артиллерийской бригадой |
| 520-я пушечная артиллерийская бригада | н/д          | СибВО, г. Красноярск, Красноярский край, РСФСР                                                       | Россия                          | н/д |
| 530-я пушечная артиллерийская бригада | 1990         | ПрикВО, г. Виноградов, Закарпатская область, УССР                                                    | Украина                         | Создана на основе 874-го пушечного артиллерийского полка 81-й артиллерийской дивизии. Расформирована |

#### Ракетные бригады
Полный список ракетных бригад (69 соединений), существовавших в составе Ракетных войск и Артиллерии Сухопутных войск в период с 1989 по 1991 годы.
- Примечание: В списке также приведены кадрированные бригады (бригада кадра), которые по причинам удобства обслуживания сложной военной техники находящейся на хранении а также быстрого развёртывания при мобилизации, как правило были попарно дислоцированы в одном военном городке вместе с бригадами полного штата. К примеру 3-я ракетная бригада (кадра) дислоцировалась совместно со 111-й ракетной бригадой, а 26-я ракетная бригада (кадра) со 159-й ракетной бригадой.

| Бригада (полное наименование) | Год создания | Принадлежность к объединению, дислокация, 1989-1991                                                                      | 1992 год Переход под юрисдикцию | Переформирования, дислокация, Состояние на 2016 |
| --- | ------------ | --- | ------------------------------- | --- |
| 3-я ракетная бригада (кадра) | 1970         | ТуркВО, г. Байрам-Али, Марыйская область, Туркменская ССР                                                                | —                               | Расформирована в 1989 году |
| 4-я ракетная Мозырская ордена Ленина, Краснознамённая бригада                                                                                                   | 1961         | 5-я общевойсковая армия, ДВО, н.п. Раздольное, Приморский край, РСФСР                                                    | Россия                          | Расформирована в 1997 году, её регалии переданы в 107-й ракетной бригаде 35-й ОА. |
| 6-я ракетная бригада | 1962         | 6-я общевойсковая армия, ЛенВО, н.п. Пинозеро, Мурманская область, РСФСР                                                 | Россия                          | Расформирована в 1998 году |
| 9-я ракетная бригада (кадра) | 1970         | ОдВО, н.п. Рауховка, Одесская область, УССР                                                                              | —                               | Расформирована в 1991 году |
| 11-я ракетная бригада | 1961         | 8-я гвардейская общевойсковая армия, ГСВГ, г. Вайсенфельс, Германия                                                      | —                               | Выведена в 1991 году в г. Майкоп, Адыгейская автономная область. Расформирована в том же году |
| 12-я гвардейская ракетная Краснознамённая бригада | 1970         | СибВО, Красноярск, Красноярский край, РСФСР                                                                              | Россия                          | По некоторым данным в 90-е годы именовалась как 292-я гвардейская ракетная Енисейская Краснознамённая казачья бригада. Расформирована до 2002 года |
| 20-я гвардейская ракетная Берлинская дважды Краснознамённая бригада                                                                                             | 1964         | ДВО, г. Спасск-Дальний, Приморский край, РСФСР                                                                           | Россия                          | Дислокация не изменилась |
| 21-я ракетная бригада | 1961         | ЛенВО, н.п. Нижние Осельки, Ленинградская область, РСФСР                                                                 | Россия                          | Расформирована в 1998 году |
| 22-я ракетная бригада | 1961         | ЮГВ, г. Домбовар, Венгрия                                                                                                | Белоруссия                      | В 1990 передислоцирована в н.п. Цель, Могилёвская область. Расформирована в 2005 году |
| 23-я ракетная бригада | 1960         | 43-й армейский корпус, ДВО, г. Биробиджан, Еврейская автономная область, РСФСР                                           | Россия                          | Дислокация не изменилась |
| 26-я ракетная бригада (кадра) | 1970         | КВО, г. Кировоград, Кировоградская область, УССР                                                                         | —                               | Расформирована в 1991 году |
| 27-я ракетная бригада | 1970         | 20-я гвардейская общевойсковая армия, ГСВГ, г. Ютербог, Германия                                                         |                                 | |
| 34-я ракетная бригада | 1967         | ОдВО, н.п. Березино, Одесская область, УССР                                                                              | Украина                         | Расформирована в 1992 году |
| 35-я гвардейская ракетная Берлинская орденов Кутузова и Богдана Хмельницкого бригада                                                                            | 1960         | ПрикВО, г. Нестеров, Львовская область, УССР                                                                             | Украина                         | Расформирована в 1992 году |
| 36-я ракетная бригада | 1963         | 3-я общевойсковая армия, ГСВГ, г. Альтенграбов, Германия                                                                 | —                               | Расформирована в 1991 году |
| 38-я ракетная бригада | 1965         | ПрикВО, н.п. Белокриница, Тернопольская область, УССР                                                                    | —                               | Расформирована |
| 40-я ракетная бригада (кадра) | 1970         | СибВО, н.п. Таскино, Красноярский край, РСФСР                                                                            | —                               | Расформирована в 1990 году |
| 44-я ракетная бригада | 1965         | 32-я общевойсковая армия → 40-я общевойсковая армия, САВО → ТуркВО, г. Семипалатинск, КазССР                             | Казахстан                       | Переименована в 101-ю ракетную бригаду. Дислокация не изменилась |
| 45-я ракетная бригада (кадра) | н/д          | 31-й армейский корпус, ЗакВО, г. Ахалкалаки, ГССР                                                                        | н/д                             | н/д |
| 47-я гвардейская ракетная Запорожско-Одесская ордена Ленина Краснознамённая орденов Суворова и Кутузова бригада                                                 | 1965         | СКВО, г. Краснодар, Краснодарский край, РСФСР Майкоп Адыгея                                                              | Россия                          | Расформирована в 1998 году. Знамя бригады и исторический формуляр, были переданы в 464-ю ракетную бригаду РК «Точка» в Капустином Яре, которая после передачи Боевого Знамени бригады стала именоваться 114-й гвардейской Запорожско-Одесской ордена Ленина Краснознамённой орденов Суворова и Кутузова ракетной бригадой. |
| 50-я ракетная бригада (кадра) | 1970         | 13-й гвардейский армейский корпус, МВО, г. Шуя, Ивановская область, РСФСР                                                | Россия                          | Расформирована в 2001 году |
| 65-я ракетная бригада | 1965         | 36-я общевойсковая армия, ЗабВО, г. Нерчинск, Читинская область, РСФСР                                                   | Россия                          | Расформирована в 1997 году |
| 75-я ракетная бригада | 1962         | ДВО, н.п. Новосысоевка, Приморский край, РСФСР                                                                           | Россия                          | Расформирована в 1994 году |
| 76-я ракетная бригада | 1963         | 7-я танковая армия, БелВО, н.п. Боровка, Витебская область, БССР                                                         | Белоруссия                      | Расформирована |
| 78-я ракетная бригада (кадра) | 1970         | 17-й армейский корпус, САВО → ТуркВО, н.п. Самсы, Алматинская область, КазССР                                            | Казахстан                       | Расформирована в 1998 году |
| 90-я ракетная бригада | 1960         | ЗакВО, н.п. Шаумяни, ГССР                                                                                                | —                               | Расформирована в 1992 году |
| 95-я ракетная бригада | 1967         | МВО, г. Шуя, Ивановская область, РСФСР                                                                                   | Россия                          | Расформирована в 1992 году |
| 99-я ракетная бригада (кадра) | 1970         | 12-й армейский корпус, СКВО, г. Краснодар, Краснодарский край, РСФСР                                                     | —                               | Расформирована в 1991 году |
| 103-я ракетная Краснознамённая, орденов Кутузова и Богдана Хмельницкого бригада                                                                                 | 1960         | 29-я общевойсковая армия, ЗабВО, ст. Дивизионная, Читинская область, РСФСР                                               | —                               | Расформирована в 1994 году |
| 106-я ракетная Краснознамённая, ордена Кутузова бригада | 1970         | ОдВО, н.п. Рауховка, Одесская область, УССР                                                                              | Украина                         | Расформирована в 1999 году |
| 107-я ракетная Ленинградская ордена Кутузова бригада | 1967         | КВО, г. Кременчуг, Полтавская область, УССР                                                                              | Украина                         | В 2005 переформирована в 107-й реактивный артиллерийский Ленинградский ордена Кутузова полк со сменой ракетного вооружения ТРК 9К79 на артиллерийеское РСЗО 9К58. Дислокация не изменилась |
| 111-я ракетная бригада | 1962         | ТуркВО, г. Байрам-Али, Марыйская область, Туркменская ССР                                                                | —                               | Расформирована в 1993 году. Примечание: Единственное ракетное соединение в истории Сухопутных войск СССР, чья воинская часть (47-й отдельный ракетный дивизион) участвовала в боевых действиях (Афганская война (1979—1989)) |
| 112-я гвардейская ракетная Новороссийская ордена Ленина, дважды Краснознамённая, орденов Суворова, Кутузова, Богдана Хмельницкого и Александра Невского бригадa | 1963         | 2-я гвардейская танковая армия, ГСВГ, г. Нойруппин, Германия                                                             | Россия                          | В 1992 передислоцирована в г. Шуя, Ивановская область. Дислокация не изменилась |
| 114-я гвардейская ракетная Оршанская орденов Суворова и Кутузова бригада                                                                                        | 1960         | СГВ, г. Борне-Сулиново, Польша                                                                                           | —                               | Расформирована в 1991 году. При расформировании почётное название и регалии переданы 464-й ракетной бригаде выведенной в том же году из состава ГСВГ в н.п. Капустин Яр, Астраханской области. Почётное наименование и регалии были впоследствии переданы 1-й гвардейской ракетной бригаде сформированной в г. Краснодар. |
| 119-я ракетная бригада | 1971         | ЗакВО, н.п. Гомбори, ГССР                                                                                                | Россия                          | В 1992 передислоцирована в н.п. Еланский, Свердловская область. Дислокация не изменилась |
| 123-я гвардейская ракетная Брянско-Берлинская Краснознамённая бригада                                                                                           | 1969         | 1-я гвардейская общевойсковая армия, КВО, г. Конотоп, Сумская область, УССР                                              | Украина                         | Расформирована в 2003 году |
| 124-я ракетная бригада | 1969         | ЗабВО, н.п. Горный, Читинская область, РСФСР                                                                             | —                               | Расформирована в 1989 году |
| 126-я ракетная бригада | 1969         | САВО, н.п. Сарыозек, Талды-Курганская область, КазССР                                                                    | —                               | Расформирована в 1989 году |
| 131-я ракетная Режицкая ордена Суворова бригада | 1960         | ЛенВО, г. Луга, Ленинградская область, РСФСР                                                                             | Россия                          | Расформирована в 1993 году |
| 136-я ракетная Свирская ордена Богдана Хмельницкого бригада | 1962         | 4-я общевойсковая армия, ЗакВО, г. Кировабад, АзССР                                                                      | —                               | Расформирована в 1992 году |
| 149-я ракетная Севастопольская Краснознамённая, орденов Кутузова и Александра Невского бригада                                                                  | 1966         | ПрибВО, н.п. Долгоруково, Калининградская область, РСФСР                                                                 | —                               | Расформирована в 1992 году |
| 152-я гвардейская ракетная Брестско-Варшавская ордена Ленина, Краснознамённая, ордена Кутузова бригада                                                          | 1958         | ПрибВО, г. Черняховск, Калининградская область, РСФСР                                                                    | Россия                          | Дислокация не изменилась |
| 153-я ракетная бригада | 1958         | 35-я общевойсковая армия, ДВО, г. Белогорск, Амурская область, РСФСР                                                     | Россия                          | Расформирована в 2001 году |
| 159-я ракетная бригада | 1958         | КВО, г. Кировоград, Кировоградская область, УССР                                                                         | Украина                         | Расформирована в 2003 году |
| 162-я ракетная Пражская ордена Ленина, Краснознамённая, орденов Суворова, Кутузова и Богдана Хмельницкого бригада                                               | 1962         | 6-я гвардейская танковая армия, КВО, г. Белая Церковь, Киевская область, УССР                                            | Украина                         | Расформирована в 1964 году |
| 164-я ракетная бригада | 1969         | ГСВГ, г. Драххаузен, Германия                                                                                            | Россия                          | В 1992 передислоцирована в г. Знаменск, Астраханская область. Расформирована в 1993 году |
| 173-я ракетная бригада | 1961         | 14-я гвардейская общевойсковая армия, ОдВО, г. Бендеры, МССР                                                             | —                               | Расформирована в 1992 году |
| 175-я гвардейская ракетная Ясская бригада | 1962         | ГСВГ, г. Ошац, Германия                                                                                                  | —                               | Передислоцирована в 1991 году в г. Коломна Московской области и расформирована |
| 176-я ракетная бригада | 1966         | 7-я гвардейская общевойсковая армия, ЗакВО, г. Ереван, Армянская ССР                                                     | —                               | Расформирована в 1992 году |
| 177-я ракетная бригада | 1961         | 8-я танковая армия, ПрикВО, н.п. Емильчино, Житомирская область, УССР                                                    | Украина                         | Расформирована в 1999 году |
| 181-я гвардейская ракетная Новозыбковская Краснознамённая, орденов Суворова и Александра Невского бригада                                                       | 1960         | 1-я гвардейская танковая армия, ГСВГ, г. Коштедт, Германия                                                               | —                               | Расформирована в 1992 году на территории Германии. |
| 185-я гвардейская ракетная Волгоградская Краснознамённая, орденов Кутузова и Богдана Хмельницкого бригада                                                       | 1962         | ЦГВ, г. Турнов, ЧССР | —                               | Передислоцирована в 1990 годув г. Небит-Даг, Туркменская ССР. Расформирована в 1991 году |
| 186-я учебная ракетная бригада | 1958         | ЛенВО, г. Луга, Ленинградская область, РСФСР                                                                             | Россия                          | н/д |
| 187-я учебная ракетная бригада | 1961         | ЛенВО, г. Каменка, Пензенская область, РСФСР                                                                             | Россия                          | Расформирована в 1998 году |
| 189-я гвардейская ракетная бригада | 1960         | 14-я гвардейская общевойсковая армия, ОдВО, г. Бельцы, МССР                                                              | —                               | Расформирована в 1992 году |
| 195-я учебная ракетная бригада | 1964         | ЛенВО, н.п. Медведь, Новгородская область, РСФСР                                                                         | —                               | Расформирована в 1991 году |
| 199-я гвардейская ракетная Дрезденская ордена Александра Невского бригада                                                                                       | 1958         | БВО, н.п. Цель, Могилёвская область, БССР → 8-я танковая армия, ПрикВО, г. Новоград-Волынский, Житомирская область, УССР | Украина                         | В 1989 году переподчинена из состава БелВО в состав ПрикВО и передислоцирована из БССР в УССР (г. Новоград-Волынский). В 1994 году передислоцирована в г. Жолква, Львовская область на территорию, где ранее дислоцировалась ранее расформированная 35-я ракетная бригада. До 1998 года была перевооружена на ракетный комплекс 9К72 и вошла в состав 1-й ракетной дивизии сухопутных войск ВС Украины. Расформирована в 2004 году, одновременно с расформированием дивизии |
| 233-я ракетная Свирская ордена Богдана Хмельницкого бригада | 1960         | 7-я танковая армия, БелВО, н.п. Заслоново, Витебская область, БССР                                                       | Белоруссия                      | Расформирована в 1995 году |
| 432-я ракетная бригада | 1983         | 1-я гвардейская танковая армия, ГСВГ, г. Вурцен, Германия                                                                | Украина                         | Передислоцирована в 1991 году в г. Надворная, Ивано-Франковская область. Расформирована в 2004 году |
| 442-я ракетная бригада | 1987         | ЦГВ, г. Мимонь, ЧССР | —                               | Передислоцирована в 1991 году в г. Шуя Ивановской области и расформирована |
| 448-я ракетная бригада | 1987         | 3-я гвардейская общевойсковая армия, ГСВГ, г. Борн, Германия                                                             | Россия                          | Передислоцирована в 1990 году в посёлок имени Маршала Жукова, Курская область. Дислокация не изменилась |
| 449-я ракетная бригада | 1986         | 8-я гвардейская общевойсковая армия, ГСВГ, г. Арнштадт, Германия                                                         | Россия                          | Передислоцирована в 1990 году в н.п. Ясная, Читинская область. Расформирована в 1998 году |
| 458-я ракетная бригада | 1987         | 2-я гвардейская танковая армия, ГСВГ, г. Нойштрелиц, Германия                                                            | Россия                          | Передислоцирована в 1993 году в г. Каменка, Пензенская область. В 1997 году объединена со 190-й ракетной ордена Кутузова бригадой под новым названием 92-я ракетная ордена Кутузова бригада. Передислоцирована в 2012 году в г. Тоцкое, Оренбургская область. Дислокация не изменилась |
| 459-я ракетная бригада | 1987         | ЮГВ, г. Тата, Венгрия | Украина                         | Передислоцирована в 1992 году в г. Белая Церковь, Киевская область. Расформирована в 2006 году |
| 460-я ракетная бригада | 1988         | 5-я гвардейская танковая армия, БелВО, н.п. Цель, Могилёвская область, БССР                                              | Белоруссия                      | Расформирована в 1992 году |
| 461-я ракетная бригада | 1988         | 13-я общевойсковая армия, ПрикВО г. Славута, Хмельницкая область, УССР                                                   | Украина                         | Передислоцирована в 1992 году в г. Белая Церковь, Киевская область. Расформирована |
| 463-я ракетная бригада | 1988         | 11-я гвардейская общевойсковая армия, ПрибВО, г. Советск, Калининградская область, РСФСР                                 | Россия                          | В 1993 году передислоцирована в г. Луга Ленинградской области унаследовав почётные названия и регалии от расформированной в составе ПрибВО 149-й артиллерийской дивизии с изменением порядкового номера: 26-я ракетная Неманская Краснознамённая, орденов Суворова, Кутузова и Александра Невского бригада. Дислокация не изменилась |
| 464-я ракетная бригада | 1988         | 20-я гвардейская общевойсковая армия, ГСВГ, г. Фюрстенвальде, Германия                                                   | Россия                          | Передислоцирована в 1991 году в н.п. Капустин Яр, Астраханская область. Расформирована в 2009 году |
| 465-я ракетная бригада | 1988         | 28-я общевойсковая армия, БелВО, г. Барановичи, Брестская область, БССР                                                  | Белоруссия                      | В 2005 году передислоцирована в н.п. Цель Могилевской области. В 2018 году передислоцирована в н.п.Осиповичи Могилевской области. Дислокация не изменилась. |

### Бригады Войск ПВО Сухопутных войск

#### Зенитно-ракетные бригады
Полный список зенитно-ракетных бригад Войск ПВО Сухопутных войск (50 соединений, всего — 55), существовавших в период с 1989 по 1991 годы.
- Примечание: В список не вошли 5 кадрированных (запасных) бригад.

| Бригада (полное наименование)                                                      | Год создания | Принадлежность к объединению, дислокация, 1989-1991                                              | 1992 год Переход под юрисдикцию | Переформирования, дислокация, Состояние на 2016 |
| ---------------------------------------------------------------------------------- | ------------ | ------------------------------------------------------------------------------------------------ | ------------------------------- | --- |
| 2-я зенитно-ракетная Дрезденская ордена Богдана Хмельницкого бригада               | 1971         | ТуркВО, п. Бикрава,Ашхабадская обл ТССР                                                          | Туркмения                       | Дислокация не изменилась |
| 5-я зенитно-ракетная бригада                                                       | 1971         | 28-й армейский корпус, ЦГВ, н.п. Курживоды, ЧССР                                                 | Россия                          | В 1990 году передислоцирована в г. Шуя, Московская область. В 2009 году передислоцирована в г. Ломоносов, Ленинградская область. Дислокация не изменилась. |
| 7-я зенитно-ракетная бригада                                                       | 1971         | 29-я общевойсковая армия, ЛВО, н.п. Джида, Бурятская АССР, РСФСР                                 | Россия                          | В 2009 передана в состав ПВО ВВС и переформирована в 1723-й зенитно-ракетный полк. Дислокация не изменилась |
| 8-я зенитно-ракетная Шавлинская ордена Кутузова бригада                            | 1971         | 5-я общевойсковая армия, ДВО, г. Раздольное, Приморский край, РСФСР                              | Россия                          | Дислокация не изменилась |
| 18-я зенитно-ракетная бригада                                                      | 1974         | 8-я гвардейская общевойсковая армия, ГСВГ, г. Гота, Германия                                     | Россия                          | Передислоцирован в 1992 году в н.п. Понтонное, Ленинградская область. Расформирована в 2012 году |
| 25-я зенитно-ракетная бригада                                                      | 1966         | ПрикВО г. Стрый, Львовская область, УССР                                                         | Украина                         | н/д |
| 29-я зенитно-ракетная бригада                                                      | 1966         | 7-я танковая армия, БелВО, н.п. Межица, Витебская область, БССР                                  | Белоруссия                      | Расформирована в 2012 году |
| 31-я зенитно-ракетная бригада                                                      | 1979         | 51-я общевойсковая армия, ДВО, г. Южно-Сахалинск, Сахалинская область, РСФСР                     | Россия                          | Расформирована |
| 43-я зенитно-ракетная бригада                                                      | 1967         | ПрибВО, г. Знаменск, Калининградская область, РСФСР                                              | Россия                          | В 2009 году переформирована в 1545-й зенитно-ракетный полк. Дислокация не изменилась |
| 46-я зенитно-ракетная бригада                                                      | 1967         | ОдВО н.п. Подгородная, Николаевская область, УССР                                                | Украина                         | н/д |
| 49-я зенитно-ракетная орденов Богдана Хмельницкого и Александра Невского бригада   | 1967         | 3-я общевойсковая армия, ГСВГ, н.п. Планкен, Германия                                            | Россия                          | В 1994 году передислоцирована в г. Ельня, Смоленская область. В 2012 году передислоцирована в н.п. Сосновый Бор, Смоленск. Дислокация не изменилась. |
| 53-я зенитно-ракетная бригада                                                      | 1967         | 1-я гвардейская танковая армия, ГСВГ, г. Альтенбург, Германия                                    | Россия                          | В 1992 году передислоцирована в г. Курск, Курская область. Дислокация не изменилась. |
| 55-я зенитно-ракетная бригада                                                      | 1971         | ЮГВ, г. Мор, Венгрия                                                                             | Украина                         | В 1991 году передислоцирована в г. Симферополь, Крымская область. Переформирована в 55-й зенитно-ракетный полк. В связи с аннексией Крыма был расформирован. |
| 56-я зенитно-ракетная бригада                                                      | 1968         | 5-я гвардейская танковая армия, БелВО, г. Слуцк, Минская область, БССР                           | Белоруссия                      | Расформирована в 2014 году |
| 59-я зенитно-ракетная Режицкая бригада                                             | 1968         | 7-я гвардейская общевойсковая армия, ЗакВО, г. Артик, Армянская ССР                              | Армения                         | Расформирована |
| 61-я зенитно-ракетная бригада                                                      | 1969         | 2-я гвардейская танковая армия, ГСВГ, г. Штатс, Германия                                         | Россия                          | В 1993 году передислоцирована в г. Бийск, Алтайский край. Дислокация не изменилась |
| 62-я зенитно-ракетная бригада                                                      | 1969         | 13-я общевойсковая армия, ПрикВО г. Любомль, Волынская область, УССР                             | Украина                         | н/д |
| 67-я зенитно-ракетная бригада                                                      | 1969         | ГСВГ г. Олимпешесдорф, Германия                                                                  | Россия                          | В 1992 году передислоцирована в г. Волгоград. В 2012 году передислоцирована в г. Владикавказ, Северная Осетия. Дислокация не изменилась |
| 70-я зенитно-ракетная бригада                                                      | 1970         | 39-я общевойсковая армия, ГСВМНР, г. Чойр, Монголия                                              | Россия                          | В 1989 году передислоцирована в н.п. Дровяная, Читинская область. н/д |
| 71-я зенитно-ракетная бригада                                                      | 1968         | 35-я общевойсковая армия, ДВО, г. Белогорск, Амурская область, РСФСР                             | Россия                          | Дислокация не изменилась |
| 102-я зенитно-ракетная бригада                                                     | 1981         | СКВО, г. Горячий Ключ, Краснодарский край, РСФСР                                                 | Россия                          | В 2009 году передана в состав ПВО ВВС и переформирована в 1721-й зенитно-ракетный полк. Передислоцирован в г. Сочи. Дислокация не изменилась |
| 108-я зенитно-ракетная Запорожская орденов Кутузова и Богдана Хмельницкого бригада | 1970         | 1-я гвардейская общевойсковая армия, КВО н.п. Золотоношка, Черкасская область, УССР              | Украина                         | Переформирована в 108-й зенитно-ракетный Запорожский орденов Кутузова и Богдана Хмельницкого полк. Полк расформирован в 2012 году |
| 117-я зенитно-ракетная бригада                                                     | 1974         | 4-я общевойсковая армия, ЗакВО, г. Ханлар, АзССР                                                 | Азербайджан                     | н/д |
| 120-я зенитная ракетная Ярославская орденов Кутузова и Красной Звезды бригада      | 1970         | 28-я общевойсковая армия, БелВО, г. Барановичи, Брестская область, БССР                          | Белоруссия                      | Дислокация не изменилась |
| 133-я гвардейская зенитно-ракетная Двинская Краснознамённая бригада                | 1972         | ГСВГ, г. Йютербог, Германия                                                                      | Россия                          | Передислоцирован в 1994 году в н.п. Струги Красные, Псковская область. В 2009 передана в состав ПВО ВВС, объединена с 141-й зрбр и переформирована в 1544-й зенитно-ракетный полк. Дислокация не изменилась. Фактически на основе матчасти бригады сформирована 77-я зенитно-ракетная бригада ЮВО, Кореновск, Краснодарский край |
| 137-я зенитно-ракетная бригада                                                     | 1971         | КВО г. Гончаровское, Черниговская область, УССР                                                  | Украина                         | Расформирована в 2012 году |
| 138-я зенитно-ракетная Гданьская бригада                                           | 1967         | 8-я танковая армия, ПрикВО г. Шепетовка, Хмельницкая область, УССР                               | Украина                         | Переформирована в 11-й зенитно-ракетный полк. Дислокация не изменилась |
| 140-я зенитно-ракетная Борисовская ордена Кутузова бригада                         | 1973         | СГВ, г. Тшебень, Польша                                                                          | Россия                          | В 1992 году передислоцирована в н.п. Дровяная, Читинская область. В 1994 передислоцирована на станцию Домна той же области. Дислокация не изменилась |
| 141-я зенитно-ракетная бригада                                                     | 1973         | ЛенВО, н.п. Ненимяки, Ленинградская область, РСФСР                                               | Россия                          | В 2009 году передана ПВО ВВС, объединена с 133-й зрбр и переформирована в 1544-й зенитно-ракетный полк. В 2012 году передислоцирован в н.п. Владимирский Лагерь, Псковская область. Дислокация не изменилась |
| 147-я зенитно-ракетная бригада                                                     | 1972         | БелВО, г. Бобруйск, Могилевская область, БССР                                                    | Белоруссия                      | Дислокация не изменилась |
| 151-я зенитно-ракетная бригада                                                     | 1975         | САВО → ПриВО, н.п. Солонички Карагандинская область, КазССР → г. Сарапул, Удмуртская АССР, РСФСР | Россия                          | Передислоцирован в 1989 в связи с упразднением САВО. Расформирован в 1996 году |
| 156-я зенитно-ракетная бригада                                                     | 1972         | 14-я гвардейская общевойсковая армия, ОдВО н.п. Алексеевка, Одесская область, УССР               | Украина                         | Переформирована в 156-й зенитно-ракетный полк. В 2014 передислоцирован в н.п. Золотоношка, Черкасская область. |
| 157-я зенитно-ракетная бригада                                                     | 1968         | ГСВГ, г. Гюстров, Германия                                                                       | —                               | Расформирована в 1989 на территории ГДР |
| 163-я зенитно-ракетная бригада                                                     | 1968         | ГСВГ, г. Лейпциг, Германия                                                                       | Россия                          | В 1991 году передислоцирована в г. Нижний Новгород и расформирована |
| 179-я зенитно-ракетная бригада                                                     | 1973         | СКВО, г. Ейск, Краснодарский край, РСФСР                                                         | Россия                          | В 2002 году переформирована в 68-ю учебную зенитно-ракетную бригаду. В 2009 переформирована в 726-й учебный центр войск ПВО Сухопутных войск. Дислокация не изменилась |
| 180-я зенитно-ракетная Оршанская ордена Кутузова бригада                           | 1973         | 15-я общевойсковая армия, ДВО, н.п. Анастасьевка, Хабаровский край, РСФСР                        | Россия                          | н/д |
| 202-я зенитно-ракетная бригада                                                     | 1974         | ГСВГ, г. Магдебург, Германия                                                                     | Россия                          | В 1991 передислоцирована в г. Наро-Фоминск. Дислокация не изменилась |
| 203-я зенитно-ракетная бригада                                                     | н/д          | ДальВО, г. Биробиджан                                                                            | Россия                          | |
| 220-я зенитно-ракетная бригада                                                     | 1976         | СибВО, н.п. Ярково, Новосибирская область, РСФСР                                                 | Россия                          | Расформирована в 1998 году |
| 223-я зенитно-ракетная ордена Александра Невского бригада                          | 1975         | 38-я общевойсковая армия, ПрикВО, н.п. Теребовля, Тернопольская область, УССР                    | Украина                         | Переформирована в 223-й зенитно-ракетный полк. Передислоцирован в г. Стрый, Львовская область |
| 240-я зенитно-ракетная бригада                                                     | 1969         | 36-я общевойсковая армия, ЗабВО, г. Борзя, Читинская область, РСФСР                              | Россия                          | Расформирована в 1996 году. Фактически возрождена в 2017 году как 35-я зенитно-ракетная бригада 36-й общевойсковой армии ВВО, станция Дивизионная, Улан-Удэ, Республика Бурятия. |
| 252-я зенитно-ракетная Померанская бригада                                         | 1977         | ГСВГ, г. Гера, Германия                                                                          | Россия                          | В 1992 передислоцирована в г. Спасск-Дальний, Приморский край. В 1995 году расформирована. |
| 269-я зенитно-ракетная бригада                                                     | 1977         | 6-я гвардейская танковая армия, КВО, г. Никополь, Днепропетровская область, УССР                 | Украина                         | Переформирована в 301-й зенитно-ракетный полк. Дислокация не изменилась |
| 271-я гвардейская зенитно-ракетная Двинская Краснознамённая бригада                | 1974         | 6-я общевойсковая армия, ЛенбВО, н.п. Лупче-Савино, Мурманская область, РСФСР                    | Россия                          | Расформирована в 2002 году |
| 272-я зенитно-ракетная Рогачёвская Краснознамённая бригада                         | н/д          | САВО → ТуркВО, г. Аягуз, КазССР                                                                  | Казахстан                       | Дислокация не изменилась |
| 273-я зенитно-ракетная бригада                                                     | 1973         | ЗабВО, н.п. Домна, Читинская область, РСФСР                                                      | Россия                          | Расформирована в 1994 году |
| 295-я зенитно-ракетная бригада                                                     | 1970         | ПрибВО, н.п. Переславское, Калининградская область, РСФСР                                        | Россия                          | Расформирована в 1994 году |
| 296-я зенитно-ракетная бригада                                                     | 1972         | ЗакбВО, н.п. Цители-Цкаро, ГССР                                                                  | Грузия                          | н/д |
| 297-я зенитно-ракетная бригада                                                     | 1977         | ЮГВ, г. Веспрем, Венгрия                                                                         | Россия                          | В 1992 году передислоцирована в н.п. Алкино, Башкирия. Дислокация не изменилась |
| 381-я зенитно-ракетная бригада                                                     | 1980         | 36-й армейский корпус, ТуркВО, н.п. Каахка, Ашхабадская область, Туркменская ССР                 | Туркмения                       | Расформирована в 1993 году |
| 447-я зенитно-ракетная бригада                                                     | 1980         | 32-й армейский корпус, ОдВО н.п. Советское, Крымская область, УССР                               | —                               | Расформирована в 1991 году |

#### Радиотехнические бригады
Полный список радиотехнических бригад Войск ПВО Сухопутных войск (10 соединений), существовавших в период с 1989 по 1991 годы.
| Бригада (полное наименование)                       | Год создания | Принадлежность к объединению, дислокация, 1989-1991               | 1992 год Переход под юрисдикцию | Переформирования, дислокация, Состояние на 2016 |
| --------------------------------------------------- | ------------ | ----------------------------------------------------------------- | ------------------------------- | --- |
| 40-я радиотехническая ордена Красной Звезды бригада | н/д          | ГСВГ г. Витшток, Германия                                         | Россия                          | Выведена в 1993 году в г. Чапаевск, Самарская область. В 1998 году передислоцирована в г. Маркс, Саратовская область. Расформирована в 2009 году                                    |
| 45-я радиотехническая бригада                       | 1966         | ГСВГ г. Мерзебург, Германия                                       | Россия                          | Выведена в 1991 году в г. Комсомольск-на-Амуре, Хабаровский край. Расформирована в 2005 году                                                                                        |
| 56-я радиотехническая бригада                       | н/д          | САВО → ТуркВО г. Чимкент, Южно-Казахстанская область, КазССР      | Казахстан                       | Переформирована в зенитно-ракетную бригаду. Дислокация не изменилась |
| 70-я радиотехническая бригада                       | н/д          | ЮГВ г. Кечкемет, Венгрия                                          | Россия                          | Выведена в 1991 году в г. Наро-Фоминск, Московская область. Дислокация не изменилась                                                                                                |
| 72-я радиотехническая бригада                       | н/д          | ЗакВО г. Рустави, ГССР                                            | н/д                             | н/д |
| 73-я радиотехническая бригада                       | н/д          | ЛенВО н.п. Токсово, Ленинградская область, РСФСР                  | Россия                          | Расформирована в 2009 году |
| 74-я радиотехническая бригада                       | н/д          | КВО г. Фастов, Киевская область, УССР                             | Украина                         | Расформирована |
| 75-я радиотехническая бригада                       | н/д          | САВО → ТуркВО станция Айнабулак, Талды-Курганская область, КазССР | Казахстан                       | С упразднением САВО переформирована в 149-й отдельный радиотехнический полк. Передислоцирован в 1993 году в н.п. Калбатау, Восточно-Казахстанская область. Дислокация не изменилась |
| 76-я радиотехническая бригада                       | 1975         | ДВО н.п. Вятское, Хабаровский край, РСФСР                         | Россия                          | Расформирована в 2009 году |
| 77-я радиотехническая бригада                       | н/д          | ОдВО г. Ильичевск, Одесская область, УССР                         | Россия                          | Расформирована |

### Десантно-штурмовые бригады
Полный список десантно-штурмовых бригад (13 формирований, всего — 16) существовавших в составе Сухопутных войск в период с 1989 по 1991 годы
- Примечание:

1. десантно-штурмовые бригады приводятся в данном разделе (Сухопутные войска) в связи с тем историческим фактом, что подавляющее время своего существования с момента создания (с 1968 года), они находились в подчинении командования Сухопутных войск. И только за 1 год и 4 месяца до распада СССР (с 1 августа по 14 сентября 1990 года) все десантно-штурмовые бригады были переподчинены командованию ВДВ[1].
2. в список не вошли бригады кадра (по штату «Г»). Всего в указанный период существовали 3 бригады кадра. К таковым относятся следующие бригады с указанной дислокацией: 58-я в г. Кременчуг, 128-я в г. Ставрополь и 130-я в г. Абакан.[17];
3. в списке наряду с полностью развёрнутыми бригадами, указаны бригады (23-я и 57-я) развёрнутые частично (по штату «В» — управление бригады, 1 линейный батальон, артиллерийский дивизион и подразделения бригадного комплекта)[17].

| Бригада (полное наименование)                                                    | Год создания | Принадлежность к объединению, дислокация, 1989-1991                                     | 1992 год Переход под юрисдикцию | Переформирования, дислокация, Состояние на 2016 |
| -------------------------------------------------------------------------------- | ------------ | --------------------------------------------------------------------------------------- | ------------------------------- | --- |
| 11-я отдельная десантно-штурмовая бригада                                        | 1968         | ЗабВО, г. Могоча и Амазар, Читинская область, РСФСР                                     | Россия                          | В ноябре 1992 года бригада была передислоцирована в пос. Сосновый Бор Республики Бурятия. |
| 13-я отдельная десантно-штурмовая бригада                                        | 1968         | ДВО, г. Магдагачи, Амурская область, РСФСР                                              | Россия                          | В 1994 году передислоцирована в Оренбург. Расформирована в 1997 году |
| 21-я отдельная десантно-штурмовая бригада                                        | 1972         | ЗакВО, г. Кутаиси, ГССР                                                                 | Россия                          | Передислоцирована в 1992 году в Ставрополь, Ставропольский край. Переформирована в 1997 году в 247-й гвардейский парашютно-десантный Кавказский казачий полк 7-й гв. вдд. Дислокация не изменилась |
| 23-я отдельная десантно-штурмовая бригада                                        | 1986         | КВО, г. Кременчуг, Полтавская область, УССР                                             | Украина                         | В 1992 году переименована в 23-ю аэромобильную бригаду. Расформирована в 1995 году |
| 35-я отдельная гвардейская десантно-штурмовая бригада                            | 1979         | ГСВГ, г. Котбус, Германия, → г. Капчагай, Алматинская область, КазССР, ТуркВО           | Казахстан                       | Передислоцирована в г. Капчагай в 1991 году. Дислокация не изменилась |
| 36-я отдельная десантно-штурмовая бригада                                        | 1979         | ЛенВО, пгт. Гарболово, Ленинградская область                                            | Россия                          | Расформирована в 1997 году |
| 37-я отдельная десантно-штурмовая бригада                                        | 1979         | ПрибВО, г. Черняховск, Калининградская область                                          | Россия                          | Расформирована в 1994 году |
| 38-я отдельная гвардейская Венская Краснознамённая десантно-штурмовая бригада    | 1979         | БелВО, г. Брест, Брестская область, БССР                                                | Белоруссия                      | Дислокация не изменилась |
| 39-я отдельная десантно-штурмовая ордена Красной звезды бригада                  | 1979         | ПрикВО, г. Хыров, Львовская область, УССР                                               | Украина                         | В 1990 году переформирована в 224-й учебный центр. В 1993 году переформирован в 39-ю отдельную аэромобильную бригаду. В 1999 году переформирован в 80-й аэромобильный полк с передислокацией в 2002 году в г. Львов. В 1995 переименован в 6-ю отдельную аэромобильную бригаду. В 2013 году переименована в 80-ю отдельную аэромобильную бригаду |
| 40-я отдельная десантно-штурмовая бригада                                        | 1979         | Одесский ВО, п.г.т. Большая Корениха, Николаевская область, УССР                        | Украина                         | В 1993 году переименована в 40-ю отдельную аэромобильную бригаду. В 1999 году переформирована в 79-й аэромобильный десантный полк. В 2007 году переформирован в 79-ю отдельную аэромобильную бригаду |
| 56-я отдельная гвардейская десантно-штурмовая ордена Отечественной войны бригада | 1979         | ТуркВО, г. Иолотань, Туркменская ССР                                                    | Россия                          | В 1992 году передислоцирована в н.п. Зеленчукская, Республика Карачаево-Черкесия. В 1994 году передислоцирована в г. Волгодонск, Ростовская область. В 1997 переформирована в 56-й гвардейский десантно-штурмовой ордена Отечественной войны полк в составе 20-й гвардейской мотострелковой дивизии. В 1998 году полк передислоцирован в г. Камышин, Волгоградская область. В 2010 году переформирован обратно в 56-ю отдельную гвардейскую десантно-штурмовую ордена Отечественной войны бригаду. Дислокация не изменилась |
| 57-я отдельная десантно-штурмовая бригада                                        | 1979         | САВО, пгт. Актогай, Семипалатинская область, КазССР                                     | —                               | Расформирована в 1990 году в связи с упразднением САВО |
| 83-я отдельная десантно-штурмовая бригада                                        | 1986         | СГВ, г. Бялогард, Польская Народная Республика → ДВО, Уссурийск, Приморский край, РСФСР | Россия                          | Дислокация не изменилась |

### Бригады специальных войск
В данном разделе приведены списки бригад специальных войск в составе Сухопутных войск выполнявших тыловое и боевое обеспечение.

#### Бригады войск связи
Полный список бригад войск связи (46 соединений), существовавших в период с 1989 по 1991 годы.
- Примечания: Сокращения применяемые в данном разделе

- ВГК — Верховное Главнокомандование;
- ГКВЗН — Главнокомандование войск Западного направления;
- ГКВЮН — Главнокомандование войск Южного направления;
- ГКВДВ — Главное командование войск на Дальнем Востоке.

| Бригада (полное наименование) | Год создания | Принадлежность к объединению, дислокация, 1989-1991                                                             | 1992 год Переход под юрисдикцию | Переформирования, дислокация, Состояние на 2016 |
| --- | ------------ | --- | ------------------------------- | --- |
| 1-я отдельная Севастопольская Краснознамённая, орденов Александра Невского и Красной Звезды бригада связи имени 50-летия ВЛКСМ ВГК | 1980         | МВО, район Куркино, Москва, РСФСР                                                                               | Россия                          | В 2005 передислоцирована в н.п. Калининец. В 2010 передислоцирована в н.п. Селятино и переформирована в 1-ю отдельную Севастопольскую Краснознамённую, орденов Александра Невского и Красной Звезды бригаду управления имени 50-летия ВЛКСМ |
| 3-я отдельная Варшавская бригада связи ГК ВЗН                                                                                      | н/д          | СГВ, г. Кеншица, Польша                                                                                         | Россия                          | Расформирована |
| 4-я отдельная бригада связи ВГК | н/д          | БелВО, г. Гомель, Гомельская область, БССР                                                                      | Белоруссия                      | н/д |
| 5-я отдельная бригада связи ВГК | 1967         | САВО → ТуркВО, г. Алма-Ата, КазССР                                                                              | —                               | В связи с упразднением САВО, бригада была расформирована в 1989 году |
| 6-я отдельная бригада связи ВГК | н/д          | ГСВГ, г. Франкфурт-на-Одере, Германия                                                                           | Россия                          | В июне 1990 г. частично выведена в СССР. Один РР батальон остался в ЗГВ (впоследствии выведен в г. Гусино Смоленской обл.). Тропосферный батальон передислоцирован в Латвию, г. Талси. Управление бригады и Узловой батальон передислоцированы в ЛенВО, г. Остров Псковской области. В 1993 г. Управление бригады и Тропосферный батальон (г. Талси) передислоцированы в пос. Сертолово. Впоследствии расформирована. |
| 7-я отдельная бригада связи ВГК | н/д          | ЦГВ, г. Миловице (и Йичин), ЧССР                                                                                | н/д                             | н/д |
| 8-я отдельная бригада связи ВГК | н/д          | ДВО, г. Комсомольск-на-Амуре, Хабаровский край, РСФСР                                                           | Россия                          | Расформирована |
| 9-я отдельная бригада связи ГК ВДВ                                                                                                 | н/д          | ЗабВО, г. Чита, Читинская область, РСФСР                                                                        | Россия                          | н/д |
| 11-я отдельная бригада связи ВГК                                                                                                   | н/д          | СКВО, г. Новочеркасск, Ростовская область, РСФСР                                                                | Россия                          | Расформирована в 2010 году |
| 14-я отдельная бригада связи ВГК                                                                                                   | н/д          | МВО, г. Подольск, Московская область, РСФСР                                                                     | Россия                          | Переформирована в 2010 году |
| 15-я отдельная гвардейская бригада связи ВГК                                                                                       | н/д          | КВО, н.п. Семиполки, Киевская область, УССР                                                                     | Украина                         | н/д |
| 50-я отдельная бригада связи ГК ВДВ                                                                                                | н/д          | ЗабВО, г. Улан-Удэ, Бурятская АССР, РСФСР                                                                       | Россия                          | н/д |
| 51-я отдельная бригада ГК ВЮН | н/д          | СКВО, г. Ростов-на-Дону, Ростовская область, РСФСР                                                              | Россия                          | н/д |
| 83-я отдельная бригада связи | н/д          | ПрибВО, г. Елгава, ЛатССР                                                                                       | н/д                             | н/д |
| 85-я отдельная бригада связи | 1976         | БелВО, г. Барановичи, Брестская область, БССР                                                                   | Белоруссия                      | Дислокация не изменилась |
| 86-я отдельная Волковысская Краснознамённая, ордена Александра Невского бригада связи                                              | 1976         | БелВО, г. Минск, БССР                                                                                           | Белоруссия                      | Дислокация не изменилась |
| 95-я отдельная Ленинградская Краснознамённая бригада связи имени 50-летия образования СССР                                         | 1980         | ЛенВО, н.п. Чёрная Речка, Ленинградская область, РСФСР                                                          | Россия                          | В 2010 году переименована в 95-ю отдельную Ленинградскую Краснознамённую бригаду управления имени 50-летия образования СССР. В 2012 году передислоцирована в округ Горелово. Дислокация не изменилась |
| 96-я отдельная Констанцская бригада связи                                                                                          | н/д          | ЛенВО, г. Всеволожск, Ленинградская область, РСФСР                                                              | Россия                          | Переименована в 132-ю отдельную Констанцскую бригаду управления Дислокация не изменилась |
| 97-я отдельная бригада связи | н/д          | ЛенВО, г. Выборг, Ленинградская область, РСФСР                                                                  | Россия                          | н/д |
| 98-я отдельная Севастопольская Краснознамённая бригада связи                                                                       | н/д          | ПрикВО, н.п. Старичи, Львовская область, УССР                                                                   | Украина                         | Переформирована в 9-й отдельный линейно-узловой полк связи. Дислокация не изменилась |
| 99-я отдельная бригада связи | н/д          | ПрикВО, н.п. Воля-Высоцкая, Львовская область, УССР                                                             | Украина                         | Расформирована |
| 100-я отдельная бригада связи | н/д          | ПрикВО, н.п. Воля-Высоцкая, Львовская область, УССР                                                             | Украина                         | н/д |
| 101-я отдельная Хинганская ордена Ленина бригада связи                                                                             | н/д          | ЗабВО, г. Улан-Удэ, Бурятская АССР, РСФСР                                                                       | Россия                          | Расформирована в 2006 году |
| 103-я отдельная бригада связи | н/д          | СибВО, н.п. Ягуново, Кемеровская область, РСФСР                                                                 | Россия                          | н/д |
| 104-я отдельная Клужская орденов Суворова и Кутузова бригада связи                                                                 | н/д          | ДВО, н.п. Князе-Волконское, Хабаровский край, РСФСР                                                             | Россия                          | В 2012 году передислоцирована в г. Хабаровск и переформирована в 104-ю отдельную Клужскую орденов Суворова и Кутузова бригаду управления. Дислокация не изменилась |
| 105-я отдельная ордена Красной Ззвезды бригада связи                                                                               | н/д          | ДВО, г. Белогорск, Амурская область, РСФСР                                                                      | Россия                          | Переформирована в 90-х годах в 54-й отдельный ордена Красной Звезды полк связи. Переформирован в 2010 году в 54-ю отдельную ордена Красной Звезды бригаду управления. Дислокация не изменилась |
| 106-я отдельная бригада связи | н/д          | ДВО, г. Дальнереченск, Приморский край, РСФСР                                                                   | Россия                          | Дислокация не изменилась |
| 107-я отдельная бригада связи | н/д          | САВО → ТуркВО, н.п. Бурундай, Алматинская область, КазССР                                                       | Казахстан                       | Дислокация не изменилась |
| 108-я отдельная бригада связи | н/д          | САВО → ТуркВО, г. Талды-Курган, Талды-Курганская область, КазССР                                                | Казахстан                       | н/д |
| 111-я отдельная бригада связи | н/д          | МВО, н.п. Голицыно, Московская область, РСФСР                                                                   | Россия                          | н/д |
| 112-я отдельная бригада связи тыла                                                                                                 | н/д          | МВО, г. Егорьевск, Московская область, РСФСР                                                                    | Россия                          | Расформирована в 2005 году |
| 113-я отдельная Проскуровская дважды Краснознамённая бригада связи                                                                 | н/д          | КВО, н.п. Гостомель, Киевская область, УССР                                                                     | Украина                         | Переформирована в 1-й полевой узел связи Генерального штаба ВСУ. Дислокация не изменилась |
| 118-я отдельная Бобруйско-Берлинская Краснознамённая, ордена Александра Невского бригада связи                                     | н/д          | ГСВГ, г. Вюнсдорф, Германия                                                                                     | Россия                          | В 1994 году передислоцирована в н.п. Коченёво, Новосибирская область. Расформирована |
| 119-я отдельная бригада связи | 1976         | ГСВГ, г. Лейпциг, Германия                                                                                      | Россия                          | В 1992 году передислоцирована в н.п. Селятино, Московская область. Расформирована в 2010 году |
| 120-я отдельная гвардейская Уманская Краснознамённая, ордена Богдана Хмельницкого бригада связи                                    | н/д          | ОдВО, г. Одесса, Одесская область, УССР                                                                         | Украина                         | Переформирована в 120-й отдельный линейно-узловой гвардейский Уманьский Краснознамённый, ордена Богдана Хмельницкого полк связи. Дислокация не изменилась |
| 122-я отдельная бригада связи | н/д          | ОдВО, г. Одесса, Одесская область, УССР                                                                         | Украина                         | н/д |
| 123-я отдельная Бранденбургская Краснознамённая, дважды ордена Александра Невского и ордена Красной Звезды бригада связи           | н/д          | ЗакВО, г. Вазиани, ГССР                                                                                         | н/д                             | н/д |
| 125-я отдельная бригада связи | н/д          | ЗакВО, г. Кировакан, Армянская ССР                                                                              | —                               | Расформирован в 1992 году |
| 127-я отдельная гвардейская ордена Красной Звезды бригада связи                                                                    | 1976         | ЮГВ, г. Веспрем, Венгрия                                                                                        | Белоруссия                      | Передислоцирована в 1991 году в н.п. Колодищи, Минская область. В 2005 году передислоцирована в г. Барановичи. Дислокация не изменилась. |
| 128-я отдельная Витебская ордена Красной Звезды бригада связи                                                                      | н/д          | ПрибВО, г. Рига, ЛатССР                                                                                         | н/д                             | н/д |
| 132-я отдельная бригада связи | 1977         | ГСВГ, г. Тройенбритцен, Германия                                                                                | н/д                             | н/д |
| 134-я отдельная Ломжинская дважды Краснознамённая, орденов Суворова и Кутузова бригада связи ГК ВЮН                                | н/д          | СГВ, г. Легница, Польша                                                                                         | Россия                          | Передислоцирована в н.п. Гусино, Смоленская область. Расформирована в 2009 году |
| 136-я отдельная бригада связи | н/д          | ЗабВО, г. Улан-Удэ, Бурятская АССР, РСФСР                                                                       | Россия                          | н/д |
| 148-я отдельная бригада связи | н/д          | ТуркВО, г. Ташкент, УзССР                                                                                       | Узбекистан                      | н/д |
| 151-я отдельная учебная бригада связи                                                                                              | н/д          | Соединение центрального подчинения (Начальнику войск связи ВС СССР), г. Самарканд, Самаркандская область, УзССР | Узбекистан                      | н/д |
| 152-я отдельная бригада связи (кадра)                                                                                              | н/д          | ТуркВО, г. Ташкент, УзССР                                                                                       | Узбекистан                      | н/д |

#### Бригады инженерных войск
Список бригад инженерных войск (20 соединений), существовавших в период с 1989 по 1991 годы.
- Примечание:

1. В списке не указана 17-я инженерная дорожно-мостовая бригада, которая по сведениям Феськова[1] была дислоцирована в г. Кашира Московской области, так как согласно другим данным она была создана в 1995 году[24];
2. Составление полного списка бригад инженерных войск не представляется возможным, поскольку не имеется точных данных о переформированиях воинских частей этого рода войск на данный период[1].

| Бригада (полное наименование)                                                                               | Год создания | Принадлежность к объединению, дислокация, 1989-1991                                     | 1992 год Переход под юрисдикцию | Переформирования, дислокация, Состояние на 2016 |
| --- | ------------ | --------------------------------------------------------------------------------------- | ------------------------------- | --- |
| 1-я гвардейская инженерно-сапёрная Брестско-Берлинская Краснознамённая, орденов Суворова и Кутузова бригада | 1943         | ГСВГ, Бранденбург, Германия                                                             | Россия                          | В 1994 передислоцирован в г. Ростов Ярославской области. Переформирована в 1998 в 8-й гвардейский инженерно-сапёрный полк. Полк расформирован в 2009. Заново воссоздана как бригада в 2012 с дислокацией в г. Муром. Дислокация не изменилась                                                                                |
| 10-я инженерно-сапёрная бригада                                                                             | н/д          | КВО, г. Кременчуг, Полтавская область, УССР                                             | Украина                         | н/д |
| 36-я инженерная дорожно-мостовая бригада                                                                    | 1968         | БелВО, г. Пинск, Брестская область, БССР                                                | Белоруссия                      | Передислоцирована в г. Жодино Минской области. Дислокация не изменилась. |
| 71-я инженерно-сапёрная бригада                                                                             | н/д          | УрВО, г. Уфа, Башкирская АССР, РСФСР                                                    | Россия                          | В 1994 году объединением с 237-й инженерно-сапёрной бригадой переименована в 188-ю инженерно-сапёрную бригаду. В 2000 переформирована в 56-й инженерно-сапёрный полк. В 2009 полк расформирован. |
| 93-я учебная инженерная Псковская ордена Красной Звезды бригада                                             | 1976         | СКВО, г. Волжский, Волгоградская область, РСФСР                                         | Россия                          | В 1993 объединена с 521-м отдельным инженерно-сапёрным батальоном в 360-ю учебную инженерную бригаду. В 1997 переформирована в 187-й учебный центр подготовки специалистов для инженерных войск. Дислокация не изменилась.                                                                                                   |
| 106-я учебная инженерно-сапёрная бригада                                                                    | 1976         | ПрибВО, г. Тапа, ЭССР                                                                   | —                               | Расформирована в 1992 году. |
| 111-я инженерно-сапёрная бригада                                                                            | н/д          | САВО, г. Капчагай, Алматинская область, КазССР                                          | Казахстан                       | Переименована в 232-ю инженерно-сапёрную бригаду. Дислокация не изменилась |
| 114-я инженерно-сапёрная бригада                                                                            | 1990         | ПрикВО, г. Гайсин, Винницкая область, УССР                                              | Украина                         | н/д |
| 116-я инженерно-сапёрная бригада                                                                            | н/д          | УрВО, г. Свердловск, Свердловская область, РСФСР                                        | Россия                          | н/д |
| 119-я инженерно-сапёрная бригада                                                                            | 1990         | БелВО, Минск, БССР                                                                      | Белоруссия                      | Переформирована в 320-ю школу подготовки специалистов инженерных войск. В 90-е переформирована во 2-й инженерный полк. В 2008 переформирована во 2-ю инженерную бригаду. Дислокация не изменилась |
| 151-я понтонно-мостовая бригада                                                                             | н/д          | ЗабВО, н.п Дровяная, Читинская область, РСФСР                                           | Россия                          | н/д |
| 188-я гвардейская инженерно-сапёрная Новгородская Краснознамённая, орденов Суворова и Кутузова бригада      | 1991         | БелВО, Могилёв, Могилёвская область, БССР                                               | Белоруссия                      | В 2004 году переформирована в 188‑ю гвардейскую центральную базу развертывания инженерных войск Вооружённых Сил. В 2008 году переформирована в 188‑ю гвардейскую инженерную бригаду. Дислокация не изменилась |
| 190-я понтонно-мостовая бригада                                                                             | 1980         | МВО, г. Новозыбков, Брянская область, РСФСР                                             | —                               | Расформирована в 1991 году |
| 201-я инженерно-сапёрная Двинская бригада                                                                   | 1991         | ЛенВО, н.п. Котлы, Ленинградская область, РСФСР                                         | Россия                          | В 1997 году переформирована в 62-й инженерно-сапёрный полк. В 1998 году полк передислоцирован в н.п. Нижние Осельки. В 2005 году полк передислоцирован в н.п. Керро и был в 2009 году объединён с 140-м гвардейским понтонно-мостовым полком с сохранением порядкового номера и регалий последнего. Дислокация не изменилась |
| 208-я инженерно-сапёрная Фокшанская Краснознамённая, ордена Кутузова бригада                                | 1991         | 6-я гвардейская танковая армия, КВО, г. Днепродзержинск, Днепропетровская область, УССР | Украина                         | Переформирован в 73-й инженерно-сапёрный полк. Расформирован в 2001 году |
| 230-я инженерно-сапёрная бригада                                                                            | н/д          | ТуркВО, г. Самарканд, Самаркандская область, УзССР                                      | Узбекистан                      | н/д |
| 237-я инженерно-сапёрная бригада                                                                            | н/д          | ОдВО, г. Дубоссары, МССР                                                                | Россия                          | В связи с конфликтом в Приднестровье бригада отошла в ВС РФ. Бригада выведена на территорию России. В 1994 году объединением с 71-й инженерно-сапёрной бригадой переименована в 188-ю инженерно-сапёрную бригаду. В 2000 переформирована в 56-й инженерно-сапёрный полк. В 2009 полк расформирован.                          |
| 273-я бригада инженерных заграждений                                                                        | 1980         | ЗабВО, г. Сайншанд, МНР → н.п. Туринская, Читинская область, РСФСР                      | —                               | В 1989 году бригада была выведена на территорию СССР после чего была расформирована |
| 313-я гвардейская инженерно-сапёрная Берлинская бригада                                                     | 1987         | КВО, г. Бровары, Киевская область, УССР                                                 | Украина                         | Расформирована в 90-е годы |
| 315-я инженерно-сапёрная Уманская Краснознамённая бригада                                                   | 1991         | УрВО, г. Алапаевск, Свердловская область, РСФСР                                         | Россия                          | Бригада была сформирована за три недели до распада СССР (1 декабря 1991 года). В 2005 передислоцирована на ж/д станцию Андреевское озеро, Тюменская область. Дислокация не изменилась |

#### Бригады химических войск
Полный список бригад химических войск (23 формирования).
- Примечание:

1. В 1993 году все бригады химической защиты в ВС РФ и ВС РБ были переименованы в отдельные бригады радиационной химической и биологической защиты;
2. В список не вошли бригады кадра.

| Бригада (полное наименование)                                  | Год создания | Принадлежность к объединению, дислокация, 1989-1991               | 1992 год Переход под юрисдикцию | Переформирования, дислокация, Состояние на 2016 |
| -------------------------------------------------------------- | ------------ | ----------------------------------------------------------------- | ------------------------------- | ----------------------------------------------- |
| 1-я бригада химической защиты                                  | н/д          | ПриВО, г. Шиханы, Саратовская область, РСФСР                      | Россия                          | Дислокация не изменилась.                       |
| 2-я бригада химической защиты                                  | н/д          | МВО, г. Тейково, Ивановская область, РСФСР                        | Россия                          | н/д                                             |
| 3-я бригада химической защиты                                  | н/д          | МВО, г. Кинешма, Ивановская область, РСФСР                        | Россия                          | Расформирована в 2012 году.                     |
| 4-я бригада химической защиты                                  | н/д          | УрВО, г. Златоуст, Челябинская область, РСФСР                     | Россия                          | Расформирована в 2010 году.                     |
| 6-я бригада химической защиты                                  | н/д          | ПрибВО, г. Пярну, ЭССР                                            | н/д                             | н/д                                             |
| 8-я Варшавская ордена Красной Звезды бригада химической защиты | н/д          | БВО, г. Старые Дороги, Минская область, БССР                      | Белоруссия                      | Дислокация не изменилась.                       |
| 11-я бригада химической защиты                                 | н/д          | СибВО, н.п. Топчиха, Алтайский край, РСФСР                        | Россия                          | Дислокация не изменилась.                       |
| 12-я бригада химической защиты                                 | н/д          | САВО → ТуркВО, н.п. Бурундай, Алматинская область, КазССР         | Казахстан                       | Расформирована                                  |
| 14-я бригада химической защиты                                 | н/д          | УрВО, г. Ревда, Свердловская область, РСФСР                       | Россия                          | н/д                                             |
| 16-я бригада химической защиты                                 | н/д          | ДВО, н.п. Галкино, Хабаровский край, РСФСР                        | Россия                          | Дислокация не изменилась.                       |
| 18-я бригада химической защиты                                 | н/д          | ОдВО, н.п. Воловая, Одесская область, УССР                        | Украина                         | н/д                                             |
| 19-я бригада химической защиты                                 | н/д          | ЗакВО, н.п. Союкбулак, АзССР                                      | н/д                             | н/д                                             |
| 20-я ордена Красной Звезды бригада химической защиты           | н/д          | КВО, г. Харьков, Харьковская область, УССР                        | Украина                         | н/д                                             |
| 21-я бригада химической защиты                                 | н/д          | СКВО, г. Фролово, Волгоградская область, РСФСР                    | Россия                          | Расформирована в 2013 году.                     |
| 22-я бригада химической защиты                                 | н/д          | ПрикВО, г. Самбор, Львовская область, УССР                        | Украина                         | н/д                                             |
| 23-я бригада химической защиты                                 | н/д          | ПриВО, г. Чапаевск, Куйбышевская область, РСФСР                   | Россия                          | Переформирован в 19-й отдельный батальон РХБЗ   |
| 25-я бригада химической защиты                                 | н/д          | КВО, г. Киев, УССР                                                | Украина                         | н/д                                             |
| 26-я бригада химической защиты                                 | 1986         | МВО, г. Кинешма, РСФСР → КВО, н.п. Ораное, Киевская область, УССР | н/д                             | н/д                                             |
| 27-я бригада химической защиты                                 | 1987         | МВО, г. Курск, Курская область, РСФСР                             | Россия                          | Дислокация не изменилась                        |
| 28-я бригада химической защиты                                 | н/д          | КВО, г. Северодонецк, Луганская область, УССР                     | Украина                         | н/д                                             |
| 29-я бригада химической защиты                                 | 1987         | УрВО, г. Свердловск, Свердловская область, РСФСР                  | Россия                          | Дислокация не изменилась                        |
| 40-я бригада химической защиты                                 | н/д          | СибВО, н.п. Поспелиха, Алтайский край, РСФСР                      | Россия                          | н/д                                             |
| 41-я бригада химической защиты                                 | н/д          | ЛенВО, г. Вологда, Вологодская область, РСФСР                     | Россия                          | н/д                                             |

#### Автомобильные бригады
Полный список автомобильных бригад (9 формирований), существовавших в составе Сухопутных войск в период с 1989 по 1991 годы.
- Примечание: В связи с тем, что не отмечено существование автомобильных бригад, которые были удостоены почётного наименования либо государственных наград, в списке приводится только порядковый номер от полного наименования.

| Порядковый номер наименования автомобильной бригады | Год создания | Принадлежность к объединению, дислокация, 1989-1991 | 1992 год Переход под юрисдикцию | Переформирования, дислокация, Состояние на 2016 |
| --------------------------------------------------- | ------------ | --------------------------------------------------- | ------------------------------- | --- |
| 3-я                                                 | н/д          | ЛенВО, г. Петродворец, Ленинградская область, РСФСР | Россия                          | н/д |
| 5-я                                                 | н/д          | ПрибВО, г. Рига, ЛатССР                             | н/д                             | н/д |
| 12-я                                                | н/д          | СибВО, г. Новосибирск, Новосибирская область, РСФСР | Россия                          | н/д |
| 15-я                                                | н/д          | ДВО, н.п. Чернышёвка, Приморский край, РСФСР        | Россия                          | н/д |
| 20-я                                                | н/д          | БелВО, г. Старые Дороги, Минская область, БССР      | Белоруссия                      | н/д |
| 41-я                                                | н/д          | ЛенВО, г. Сертолово, Ленинградская область, РСФСР   | Россия                          | н/д |
| 48-я                                                | н/д          | СибВО, г. Бийск, Алтайский край, РСФСР              | Россия                          | н/д |
| 64-я                                                | н/д          | ГСВГ, г. Куммерсдорф-Гут, Германия                  | Россия                          | Передислоцирована в н.п. Степной Волгоградской области. н/д |
| 65-я                                                | 1980         | ГСВГ, г. Фюрстенвальде, Германия                    | Белоруссия                      | Передислоцирована в г. Минск с переформированием в 65-ю бригаду материального обеспечения. В 2002 году переформирована обратно в 65-ю автомобильную бригаду. В 2013 году передислоцирована в г. Жодино, Минская область. Дислокация не изменилась |

#### Бригады материального обеспечения
Полный список бригад материального обеспечения (54 соединения, всего — 58).
- Примечание:

1. В связи с тем, что не отмечено существование бригад материального обеспечения, которые были удостоены почётного наименования либо государственных наград, в списке приводится только порядковый номер от полного наименования.
2. В списке не указаны бригады, на которые в источниках не указаны порядковый номер в полном наименовании. К таковым относятся 4 бригады с дислокацией в следующих городах на 1989 год и принадлежностью к военным округам: Биробиджан (ДВО), Джамбул (САВО), Волгоград и Краснодар (СКВО).

| Порядковый номер наименования бригады материального обеспечения | Год создания | Принадлежность к объединению, дислокация, 1989-1991                                                                   | 1992 год Переход под юрисдикцию | Переформирования, дислокация, Состояние на 2016                                |
| --------------------------------------------------------------- | ------------ | --- | ------------------------------- | ------------------------------------------------------------------------------ |
| 20-я                                                            | н/д          | 64-й армейский корпус, КВО, г. Луганск, Луганская область, УССР                                                       | Украина                         | н/д                                                                            |
| 26-я                                                            | н/д          | 29-я общевойсковая армия, ЗабВО, г. Улан-Удэ, Читинская область, РСФСР                                                | Россия                          | н/д                                                                            |
| 41-я                                                            | н/д          | 1-я гвардейская танковая армия, ГСВГ, г. Дрезден, Германия                                                            | Россия                          | Передислоцирована в г. Смоленск. н/д                                           |
| 42-я                                                            | н/д          | 3-я общевойсковая армия, ГСВГ, г. Магдебург, Германия                                                                 | —                               | н/д                                                                            |
| 43-я                                                            | н/д          | 35-я общевойсковая армия, ДВО, н.п. Томичи, Амурская область, РСФСР                                                   | Россия                          | н/д                                                                            |
| 44-я                                                            | н/д          | 5-я общевойсковая армия, ДВО, н.п. Уссурийск, Приморский край, РСФСР                                                  | Россия                          | н/д                                                                            |
| 45-я                                                            | н/д          | 51-я общевойсковая армия, ДВО, г. Корсаков, Сахалинская область, РСФСР                                                | Россия                          | н/д                                                                            |
| 46-я                                                            | н/д          | 39-я общевойсковая армия, ЗабВО, н.п. Манита, МНР                                                                     | Россия                          | Передислоцирована в н.п. Усолье-Сибирское Иркутской области. н/д               |
| 47-я                                                            | н/д          | 36-я общевойсковая армия, ЗабВО, г. Борзя, Читинская область, РСФСР                                                   | Россия                          | н/д                                                                            |
| 49-я                                                            | н/д          | 15-я общевойсковая армия, ДВО, н.п. Князе-Волконское, Хабаровский край, РСФСР                                         | Россия                          | н/д                                                                            |
| 50-я                                                            | н/д          | ДВО, н.п. Норск, Амурская область, РСФСР                                                                              | Россия                          | н/д                                                                            |
| 51-я                                                            | н/д          | СибВО, г. Барнаул, Алтайский край, РСФСР                                                                              | Россия                          | н/д                                                                            |
| 53-я                                                            | н/д          | 6-я общевойсковая армия,ЛенВО, г. Петрозаводск, КАССР, РСФСР                                                          | Россия                          | н/д                                                                            |
| 54-я                                                            | н/д          | 30-й армейский корпус, ЛенВО, г. Выборг, Ленинградская область, РСФСР                                                 | Россия                          | н/д                                                                            |
| 55-я                                                            | н/д          | 26-й армейский корпус, ЛенВО, г. Архангельск, РСФСР                                                                   | Россия                          | н/д                                                                            |
| 59-я                                                            | 1980         | 40-я армия, ТуркВО, г. Пули-Хумри, Афганистан                                                                         | —                               | Расформирована в феврале 1989 года                                             |
| 62-я                                                            | н/д          | 36-й армейский корпус, ТуркВО, г. Ашхабад, Туркменская ССР                                                            | Туркмения                       | н/д                                                                            |
| 63-я                                                            | н/д          | ПрибВО, г. Рига, ЛатССР                                                                                               | Россия                          | Передислоцирована в г. Серпухов Московской области. Расформирована в 2010 году |
| 69-я                                                            | н/д          | ЛенВО, г. Петродворец, Ленинградская область, РСФСР                                                                   | Россия                          | н/д                                                                            |
| 71-я                                                            | н/д          | ЛенВО, г. Красное Село, Ленинградская область, РСФСР                                                                  | Россия                          | н/д                                                                            |
| 73-я                                                            | н/д          | ЗакВО, г. Тбилиси, ГССР                                                                                               | н/д                             | н/д                                                                            |
| 75-я                                                            | н/д          | СКВО, г. Новочеркасск, Ростовская область, РСФСР                                                                      | Россия                          | н/д                                                                            |
| 77-я                                                            | н/д          | 32-я общевойсковая армия → 40-я общевойсковая армия, САВО → ТуркВО, г. Семипалатинск, Семипалатинская область, КазССР | Казахстан                       | н/д                                                                            |
| 78-я                                                            | н/д          | 17-й армейский корпус, САВО → ТуркВО, г. Фрунзе, КирССР                                                               | Кыргызстан                      | н/д                                                                            |
| 81-я                                                            | н/д          | ТуркВО, г. Ташкент, УзССР                                                                                             | Узбекистан                      | н/д                                                                            |
| 84-я                                                            | н/д          | ЗакВО, г. Кировакан, АрССР                                                                                            | н/д                             | н/д                                                                            |
| 85-я                                                            | н/д          | ПрикВО, г. Нестеров, Львовская область, УССР                                                                          | Украина                         | н/д                                                                            |
| 86-я                                                            | н/д          | 13-я общевойсковая армия, ПрикВО, г. Здолбунов, Ровненская область, УССР                                              | Украина                         | н/д                                                                            |
| 87-я                                                            | н/д          | 38-я общевойсковая армия, ПрикВО, г. Надворная, Ивано-Франковская область, УССР                                       | Украина                         | н/д                                                                            |
| 88-я                                                            | н/д          | 8-я танковая армия, ПрикВО, г. Житомир, Житомирская область, УССР                                                     | Украина                         | н/д                                                                            |
| 89-я                                                            | н/д          | 38-я общевойсковая армия, ПрикВО, г. Ивано-Франковск, Ивано-Франковская область, УССР                                 | Украина                         | н/д                                                                            |
| 90-я                                                            | н/д          | ПрикВО, г. Самбор, Львовская область, УССР                                                                            | Украина                         | н/д                                                                            |
| 91-я                                                            | н/д          | 33-й армейский корпус, СибВО, н.п. Коченёво, Новосибирская область, РСФСР                                             | Россия                          | н/д                                                                            |
| 92-я                                                            | н/д          | ОдВО, г. Одесса, Одесская область, УССР                                                                               | Украина                         | н/д                                                                            |
| 93-я                                                            | н/д          | 13-я общевойсковая армия, ОдВО, г. Тирасполь, МССР                                                                    | Россия                          | н/д                                                                            |
| 94-я                                                            | н/д          | ОдВО, г. Одесса, Одесская область, УССР                                                                               | Украина                         | н/д                                                                            |
| 96-я                                                            | н/д          | 22-й армейский корпус, ОдВО, г. Симферополь, Крымская область, УССР                                                   | Украина                         | н/д                                                                            |
| 98-я                                                            | н/д          | 31-й армейский корпус, ЗакВО, г. Кутаиси, ГССР                                                                        | н/д                             | н/д                                                                            |
| 99-я                                                            | н/д          | 7-я гвардейская общевойсковая армия, ЗакВО, г. Ереван, АрССР                                                          | н/д                             | н/д                                                                            |
| 102-я                                                           | н/д          | 1-я гвардейская общевойсковая армия, КВО, г. Чернигов, Черниговская область, УССР                                     | Украина                         | н/д                                                                            |
| 103-я                                                           | н/д          | 6-я гвардейская танковая армия, КВО, г. Днепропетровск, Днепропетровская область, УССР                                | Украина                         | н/д                                                                            |
| 104-я                                                           | н/д          | КВО, г. Северодонецк, Луганская область, УССР                                                                         | Украина                         | н/д                                                                            |
| 106-я                                                           | н/д          | БелВО, г. Щучин, Гродненская область, БССР                                                                            | Белоруссия                      | н/д                                                                            |
| 107-я                                                           | н/д          | БелВО, г. Старые Дороги, Минская область, БССР                                                                        | Белоруссия                      | н/д                                                                            |
| 108-я                                                           | н/д          | 28-я общевойсковая армия, БелВО, г. Гродно,Гродненская область, БССР                                                  | Белоруссия                      | н/д                                                                            |
| 109-я                                                           | н/д          | 5-я гвардейская танковая армия, БелВО, г. Марьина Горка, Минская область, БССР                                        | Белоруссия                      | н/д                                                                            |
| 110-я                                                           | н/д          | 7-я танковая армия, БелВО, г. Крупки, Минская область, БССР                                                           | Белоруссия                      | н/д                                                                            |
| 112-я                                                           | н/д          | ПриВО, н.п. Рощинский, Самарская область, РСФСР                                                                       | Россия                          | н/д                                                                            |
| 115-я                                                           | н/д          | 11-я общевойсковая армия, ПрибВО, г. Калининград, РСФСР                                                               | Россия                          | н/д                                                                            |
| 116-я                                                           | н/д          | 8-я гвардейская общевойсковая армия, ГСВГ, г. Альтенбург, Германия                                                    | —                               | н/д                                                                            |
| 117-я                                                           | н/д          | 20-я гвардейская общевойсковая армия, ГСВГ, г. Эберсвальде-Финов, Германия                                            | Россия                          | Передислоцирована в г. Воронеж. н/д                                            |
| 118-я                                                           | н/д          | 2-я гвардейская танковая армия, ГСВГ, г. Равенсбрюк, Германия                                                         | Россия                          | Передислоцирована в г. Ржев Тверской области. н/д                              |
| 121-я                                                           | н/д          | СибВО, г. Новосибирск, РСФСР                                                                                          | Россия                          | н/д                                                                            |
| 124-я                                                           | н/д          | УрВО, н.п. Магнитогорск, Челябинская область, РСФСР                                                                   | Россия                          | н/д                                                                            |

#### Бригады трубопроводных войск
Полный список бригады трубопроводных войск (12 формирований, всего — 20), существовавших в составе Сухопутных войск в период с 1989 по 1991 годы.
- Примечание:

1. В связи с тем, что не отмечено существование трубопроводных бригад, которые были удостоены почётного наименования либо государственных наград, в списке приводится только порядковый номер от полного наименования.
2. В списке не указана 75-я трубопроводная бригада, которая согласно Феськову[1] находилась в составе ГСВГ до конца 80-х годов, но согласно другим данным была выведена в 1980 году в Белорусский военный округ и переименована в 7-ю трубопроводную бригаду[36].
3. В списке не указаны кадрированные бригады. Всего имелось 8 кадрированных бригад: 22-я (ПрибВО), 34-я (ЛенВО), 45-я и 132-я (КВО), 63-я (ПрикВО),130-я и 249-я (ПриВО), 133-я (ЗакВО).

| Порядковый номер наименования трубопроводной бригады | Год создания | Принадлежность к объединению, дислокация, 1989-1991         | 1992 год Переход под юрисдикцию | Переформирования, дислокация, Состояние на 2016                                       |
| ---------------------------------------------------- | ------------ | ----------------------------------------------------------- | ------------------------------- | ------------------------------------------------------------------------------------- |
| 7-я                                                  | н/д          | БелВО, н.п. Щерчёво, Брестская область, БССР                | Белоруссия                      | Расформирована в 2004 году                                                            |
| 51-я                                                 | н/д          | БелВО, н.п. Свислочь, Минская область, БССР                 | Белоруссия                      | Расформирована в 1993 году                                                            |
| 89-я                                                 | н/д          | ЛенВО, г. Великий Новгород, Новгородская область, РСФСР     | Россия                          | н/д                                                                                   |
| 95-я                                                 | н/д          | МВО, г. Наро-Фоминск, Московская область, РСФСР             | Россия                          | Расформирована в 2005 году                                                            |
| 131-я                                                | н/д          | МВО, н.п. Центральный, Нижегородская область, РСФСР         | Россия                          | Переформирована в 1454-й отдельный трубопроводный батальон. Дислокация не изменилась. |
| 225-я                                                | н/д          | ОдВО, г. Одесса, УССР                                       | Украина                         | н/д                                                                                   |
| 227-я                                                | н/д          | ЗабВО, н.п. Борзя, Читинская область, РСФСР                 | Россия                          | н/д                                                                                   |
| 228-я                                                | н/д          | ЗабВО, н.п. Туринская, Читинская область, РСФСР             | Россия                          | н/д                                                                                   |
| 229-я                                                | н/д          | ДВО, г. Завитинск, Амурская область, РСФСР                  | Россия                          | Расформирована в 2007 году                                                            |
| 250-я                                                | н/д          | СибВО, н.п. Камарчага, Красноярский край, РСФСР             | Россия                          | н/д                                                                                   |
| 251-я                                                | н/д          | СКВО, н.п. Незлобная, Ставропольский край, РСФСР            | Россия                          | Расформирована в 2009 году                                                            |
| 276-я                                                | 1983         | 40-я общевойсковая армия, ТуркВО, г. Пули-Хумри, Афганистан | —                               | Расформирована в 1989 году в связи с выводом войск из Афганистана                     |

#### Дорожно-комендантские бригады
Полный список дорожно-комендантских бригад (8 формирований), существовавших в период с 1989 по 1991 годы..
| Бригада (полное наименование)                                                  | Год создания | Принадлежность к объединению, дислокация, 1989-1991            | 1992 год Переход под юрисдикцию | Переформирования, дислокация, Состояние на 2016 |
| ------------------------------------------------------------------------------ | ------------ | -------------------------------------------------------------- | ------------------------------- | ----------------------------------------------- |
| 3-я дорожно-комендантская бригада                                              | н/д          | СКВО, г. Ростов-на-Дону, Ростовская область, РСФСР             | Россия                          | Расформирована в 2010 году                      |
| 9-я дорожно-комендантская орденов Александра Невского и Красной Звезды бригада | н/д          | ЛенВО, г. Ленинград, РСФСР                                     | Россия                          | Расформирована в 2001 году                      |
| 15-я дорожно-комендантская бригада                                             | н/д          | МВО, г. Реутов, Московская область, РСФСР                      | Россия                          | н/д                                             |
| 16-я дорожно-комендантская бригада                                             | н/д          | ДВО, г. Филино, Приморский край, РСФСР                         | Россия                          | н/д                                             |
| 19-я дорожно-комендантская бригада                                             | н/д          | МВО, г. Воронеж, Воронежская область, РСФСР                    | Россия                          | н/д                                             |
| 129-я дорожно-комендантская бригада                                            | н/д          | УрВО, г. Уфа, БАССР, РСФСР                                     | Россия                          | н/д                                             |
| 263-я дорожно-комендантская Карпатская ордена Красной Звезды бригада           | н/д          | МВО, г. Подольск, Московская область, РСФСР                    | Россия                          | Расформирована до 2013 года                     |
| 278-я дорожно-комендантская бригада                                            | 1983         | 40-я армия, ТуркВО, н.п. Чаугани, провинция Баглан, Афганистан | —                               | Расформирована в марте 1989 года                |

## Бригады войск ПВО
- Примечания: Сокращения применяемые в данном разделе

- дПВО — дивизия противовоздушной обороны;
- кПВО — корпус противовоздушной обороны;
- ОА ПВО — отдельная армия противовоздушной обороны;
- МО ПВО — Московский округ противовоздушной обороны;

### Зенитно-ракетные бригады
Полный список зенитно-ракетных бригад войск ПВО СССР (62 соединения), существовавших в период с 1989 по 1991 годы.
| Бригада (полное наименование)                                                                                               | Год создания | Принадлежность к соединению/объединению, дислокация, 1989-1991                 | 1992 год Переход под юрисдикцию | Переформирования, дислокация, Состояние на 2016 |
| --- | ------------ | ------------------------------------------------------------------------------ | ------------------------------- | --- |
| 15-я зенитно-ракетная бригада                                                                                               | 1968         | 11-й кПВО, 2-я ОА ПВО, г. Фаниполь, Минская область, БССР                      | Белоруссия                      | Дислокация не изменилась. |
| 24-я зенитно-ракетная ордена Красной Звезды бригада                                                                         | 1967         | 23-я дПВО, 10-я ОА ПВО, г. Плесецк, Архангельская область, РСФСР               | Россия                          | В 1994 переформирован в 366-й зенитно-ракетный полк. Полк расформирован в 1997 году. |
| 39-я зенитно-ракетная Краснознамённая бригада                                                                               | 1968         | 21-й кПВО, 10-я ОА ПВО, г. Оленегорск, Мурманская область, РСФСР               | Россия                          | В 1994 переформирован в 583-й зенитно-ракетный полк. Дислокация не изменилась |
| 42-я зенитно-ракетная бригада                                                                                               | 1968         | 21-й кПВО, 10-я ОА ПВО, н.п. Полярный, Мурманская область, РСФСР               | Россия                          | В 1990 переформирован в 161-й зенитно-ракетный полк. В 1998 161-й полк был объединён с 531-м гвардейским зенитно-ракетным полком, под названием последнего. |
| 54-я зенитно-ракетная бригада                                                                                               | 1968         | 12-й кПВО, 19-я ОА ПВО, г. Волгоград, Волгоградская область, РСФСР             | Россия                          | В 1994 переформирована в 1583-й зенитно-ракетный полк. Расформирован в 1998 году. |
| 57-я зенитно-ракетная бригада                                                                                               | 1960         | 91-я дПВО, 4-я ОА ПВО, г. Берёзовский, Свердловская область, РСФСР             | Россия                          | В 1994 переформирована в 1583-й зенитно-ракетный полк. Расформирован в 1998 году. |
| 63-я зенитно-ракетная бригада                                                                                               | 1967         | 91-я дПВО, 4-я ОА ПВО, г. Нижний Тагил, Свердловская область, РСФСР            | Россия                          | Расформирована в 1994 году. |
| 69-я зенитно-ракетная бригада                                                                                               | 1960         | 27-й кПВО, 2-я ОА ПВО, г. Балтийск, Калининградская область, РСФСР             | Россия                          | В 1989 году переформирован в 365-й зенитно-ракетный полк. Полк расформирован в 1991 году. |
| 72-я зенитно-ракетная бригада                                                                                               | 1968         | 16-й кПВО, МО ПВО, г. Городец, Нижегородская область, РСФСР                    | Россия                          | В 1994 году переформирован в 563-й зенитно-ракетный полк. Полк расформирован в 1998 году. |
| 73-я зенитно-ракетная ордена Красной Звезды бригада                                                                         | 1968         | 12-й кПВО, 19-я ОА ПВО, г. Ростов-на-Дону, Ростовская область, РСФСР           | Россия                          | В 1994 году переформирован в 1536-й зенитно-ракетный полк. Дислокация не изменилась. |
| 74-я зенитно-ракетная бригада                                                                                               | 1960         | 15-я дПВО, 12-я ОА ПВО, г. Ташкент, УзССР                                      | Узбекистан                      | н/д |
| 77-я зенитно-ракетная бригада                                                                                               | 1968         | 27-й кПВО, 6-я ОА ПВО, г. Вентспилс, ЛатССР                                    | —                               | Расформирована в 1992 году |
| 79-я гвардейская зенитно-ракетная бригада                                                                                   | 1966         | 3-й кПВО, МО ПВО, г. Череповец, Вологодская область, РСФСР                     | Россия                          | Расформирована в 2002 году |
| 80-я зенитно-ракетная Краснознамённая бригада                                                                               | 1968         | 12-й кПВО, 19-я ОА ПВО, г. Новороссийск, Краснодарский край, РСФСР             | Россия                          | В 1994 году переформирована в 1537-й зенитно-ракетный полк. Дислокация не изменилась |
| 81-я зенитно-ракетная бригада                                                                                               | 1960         | 15-я дПВО, 12-я ОА ПВО, г. Самарканд, УзССР                                    | Узбекистан                      | н/д |
| 82-я зенитно-ракетная бригада                                                                                               | 1958         | 54-й кПВО, 6-я ОА ПВО, г. Ломоносов, Ленинградская область, РСФСР              | Россия                          | В 1993 году объединена с 158-й гвардейской зенитно-ракетной бригадой с переформированием в 500-й гвардейский зенитно-ракетный полк. Дислокация не изменилась |
| 83-я зенитно-ракетная бригада                                                                                               | 1960         | 54-й кПВО, 6-я ОА ПВО, г. Зеленогорск, Ленинградская область, РСФСР            | Россия                          | Переформирована в 1994 году в 1488-й зенитно-ракетный полк. Дислокация не изменилась |
| 84-я гвардейская зенитно-ракетная бригада                                                                                   | 1958         | 54-й кПВО, 6-я ОА ПВО, н.п. Ваганово, Ленинградская область, РСФСР             | Россия                          | Переформирована в 1994 году в 1489-й гвардейский зенитно-ракетный полк. Дислокация не изменилась |
| 86-я гвардейская зенитно-ракетная Краснознамённая бригада                                                                   | 1959         | 54-й кПВО, 6-я ОА ПВО, н.п. Ульяновка, Ленинградская область, РСФСР            | Россия                          | Переформирована в 1994 году в 1490-й зенитно-ракетный полк. Дислокация не изменилась |
| 87-я зенитно-ракетная бригада                                                                                               | 1960         | 37-й кПВО, 12-я ОА ПВО, г. Алма-Ата, Алматинская область, КазССР               | Казахстан                       | Дислокация не изменилась |
| 88-я зенитно-ракетная бригада                                                                                               | 1961         | 23-й кПВО, 11-я ОА ПВО, г. Фокино, Приморский край, РСФСР                      | Россия                          | Переформирована в 1994 году в 589-й зенитно-ракетный полк. Дислокация не изменилась |
| 89-я зенитно-ракетная бригада                                                                                               | 1968         | 94-я дПВО, 14-я ОА ПВО, г. Ангарск, Иркутская область, РСФСР                   | Россия                          | Переформирована в 1994 году в 1534-й зенитно-ракетный полк. Дислокация не изменилась |
| 93-я зенитно-ракетная бригада                                                                                               | 1967         | 96-я дПВО, 19-я ОА ПВО, г. Эчмиадзин, Армянская ССР                            | Армения                         | Переформирована в 1994 году в 589-й зенитно-ракетный полк. Дислокация не изменилась |
| 94-я зенитно-ракетная бригада                                                                                               | 1968         | 14-я дПВО, 6-я ОА ПВО, н.п. Кейла-Йоа, Эстонская ССР                           | Россия                          | Передислоцирована в 1994 году в н.п. Опочка, Псковская область. Переформирована в том же году в 1492-й зенитно-ракетный полк. Расформирована в 1998 году |
| 96-я зенитно-ракетная бригада                                                                                               | 1959         | 49-й кПВО, 8-я ОА ПВО, г. Васильков, Киевская область, УССР                    | Украина                         | Дислокация не изменилась |
| 100-я зенитно-ракетная Краснознамённая бригада                                                                              | 1970         | 60-й кПВО, 8-я ОА ПВО, г. Запорожье, Запорожская область, УССР                 | Украина                         | Расформирована в 2003 году |
| 109-я зенитно-ракетная бригада                                                                                              | 1968         | 8-й кПВО, 11-я ОА ПВО, н.п Князе-Волконское, Хабаровский край, РСФСР           | Россия                          | Переформирована в 1994 году в 1529-й зенитно-ракетный полк. Дислокация не изменилась |
| 110-я зенитно-ракетная бригада                                                                                              | 1968         | 29-я дПВО, 11-я ОА ПВО, г. Свободный, Амурская область, РСФСР                  | Россия                          | Расформирована в 1994 году |
| 113-я зенитно-ракетная бригада                                                                                              | 1967         | 38-й кПВО, 14-я ОА ПВО, г. Красноярск, Красноярская область, РСФСР             | Россия                          | Расформирована в 1997 году |
| 115-я зенитно-ракетная бригада                                                                                              | 1969         | 11-й кПВО, 2-я ОА ПВО, г. Брест, Брестская область, БССР                       | Белоруссия                      | В 1995 году объединена с 127-й зенитно-ракетной бригадой. В 2010 году на базе бригады были созданы 115-й и 1-й зенитно-ракетный полк (заново сформированный на базе 127-й зенитно-ракетной бригады). Дислокация не изменилась |
| 116-я гвардейская зенитно-ракетная Рыбачинская Краснознамённая бригада                                                      | 1967         | 21-й кПВО, 6-я ОА ПВО, н.п. Большое Озеро, Мурманская область, РСФСР           | Россия                          | Расформирована в 1994 году |
| 118-я зенитно-ракетная бригада                                                                                              | 1968         | 8-й кПВО, 11-я ОА ПВО, г. Комсомольск-на-Амуре, Хабаровский край, РСФСР        | Россия                          | Переформирована в 1994 году в 1530-й зенитно-ракетный полк. Дислокация не изменилась |
| 127-я зенитно-ракетная бригада                                                                                              | 1967         | 11-й кПВО, 2-я ОА ПВО, г. Лида, Гродненская область, БССР                      | Белоруссия                      | Расформирована в 1995 году с вхождением подразделений в состав 115-й зенитно-ракетной бригады с сохранением прежней дислокации. В 2010 году данные подразделения выведены из состава 115-й бригады и были переформированы в 1-й зенитно-ракетный полк. |
| 128-я зенитно-ракетная бригада                                                                                              | 1960         | 97-я дПВО, 19-я ОА ПВО, г. Баку, АзССР                                         | Азербайджан                     | н/д |
| 129-я зенитно-ракетная бригада                                                                                              | 1968         | 97-я дПВО, 19-я ОА ПВО, н.п. Сангачалы, АзССР                                  | —                               | В 1990 году расформирована с передачей подразделений в 190-й зенитно-ракетный полк, который в 1992 году перешёл под юрисдикцию Азербайджана. |
| 130-я зенитно-ракетная бригада                                                                                              | 1961         | 23-й кПВО, 11-я ОА ПВО, г. Владивосток, Приморский край, РСФСР                 | Россия                          | Переформирована в 1994 году в 1533-й зенитно-ракетный полк. В 1998 полк получил регалии и почётные названия от расформированного 70-го гвардейского зенитно-ракетного полка с переименованием в 1553-й гвардейский зенитно-ракетный Краснознамённый полк. Дислокация не изменилась                                                                         |
| 134-я зенитно-ракетная Краснознамённая бригада                                                                              | 1960         | 28-я дПВО, 4-я ОА ПВО, г. Самара, Самарская область, РСФСР                     | Россия                          | Переформирована в 1993 году в 568-й зенитно-ракетный полк. Дислокация не изменилась |
| 144-я зенитно-ракетная бригада                                                                                              | 1968         | 96-я дПВО, 19-я ОА ПВО, г. Тбилиси, ГССР                                       | Грузия                          | н/д |
| 145-я гвардейская зенитно-ракетная Оршанская Краснознамённая, ордена Суворова бригада                                       | 1968         | 37-й кПВО, 12-я ОА ПВО, г. Фрунзе, Киргизская ССР                              | Киргизия                        | переименована в 5-ю гвардейскую зенитно-ракетную бригаду, Дислокация не изменилась |
| 146-я зенитно-ракетная бригада                                                                                              | 1968         | 23-я дПВО, 10-я ОА ПВО, г. Северодвинск, Архангельская область, РСФСР          | Россия                          | Переформирована в 1994 году в 1528-й зенитно-ракетный полк. В 1997 полк получил регалии и почётные названия от расформированного 70-го гвардейского зенитно-ракетного полка с переименованием в 1528-й зенитно-ракетный Краснознамённый полк. Дислокация не изменилась                                                                                     |
| 148-я зенитно-ракетная бригада                                                                                              | 1972         | 49-й кПВО, 8-я ОА ПВО, г. Харьков, Харьковская область, УССР                   | Украина                         | Переименована в 302-ю зенитно-ракетную бригаду. Дислокация не изменилась |
| 155-я зенитно-ракетная бригада                                                                                              | 1970         | 38-й кПВО, 14-я ОА ПВО, г. Обь, Новосибирская область, РСФСР                   | Россия                          | Переформирована в 1994 году в 590-й зенитно-ракетный полк. Дислокация не изменилась |
| 158-я гвардейская зенитно-ракетная Ленинградская Краснознамённая, орденов Суворова и Кутузова бригада                       | 1965         | 65-й кПВО, 6-я ОА ПВО, г. Лиепая, ЛатССР                                       | Россия                          | В 1993 году передислоцирован в г. Ломоносов Ленинградской области и объединён с 82-й зенитно-ракетной бригадой с переформированием в 500-й гвардейский зенитно-ракетный полк. Дислокация не изменилась |
| 160-я зенитно-ракетная Варшавская ордена Суворова бригада                                                                   | 1961         | 60-й кПВО, 8-я ОА ПВО, г. Одесса, Одесская область, УССР                       | Украина                         | Дислокация не изменилась |
| 169-я зенитно-ракетная Варшавская Краснознамённая, ордена Богдана Хмельницкого бригада                                      | 1967         | 27-й кПВО, 6-я ОА ПВО, г. Неман, Калининградская область, РСФСР                | Россия                          | Расформирована в 1994 году |
| 174-я зенитно-ракетная бригада                                                                                              | 1961         | 60-й кПВО, 8-я ОА ПВО, г. Севастополь, Крымская область, УССР                  | Украина                         | В 2004 году переименована в 174-й зенитно-ракетный полк. В связи с аннексией Крыма, полк вошёл в состав ВС РФ как 12-й зенитно-ракетный полк |
| 183-я гвардейская зенитно-ракетная Молодечненская ордена Александра Невского бригада                                        | 1961         | 27-й кПВО, 6-я ОА ПВО, г. Гвардейск, Калининградская область, РСФСР            | Россия                          | Переформирована в 1994 году в 183-й гвардейский зенитно-ракетный полк. Дислокация не изменилась |
| 191-я зенитно-ракетная бригада                                                                                              | 1959         | 72-й кПВО, 11-я ОА ПВО, г. Петропавловск-Камчатский, Камчатская область, РСФСР | Россия                          | Переформирована в 1994 году в 1532-й зенитно-ракетный полк. Дислокация не изменилась. |
| 204-я гвардейская зенитно-ракетная Речицко-Бранденбургская Краснознамённая, орденов Суворова и Богдана Хмельницкого бригада | 1968         | 54-й кПВО, 6-я ОА ПВО, н.п. Кёрстово, Ленинградская область, РСФСР             | Россия                          | Переформирована в 1994 году в 1491-й гвардейский зенитно-ракетный полк. Полк расформирован в 1998 году |
| 205-я зенитно-ракетная бригада                                                                                              | 1968         | 27-й кПВО, 6-я ОА ПВО, г. Рига, Латвийская ССР                                 | Россия                          | Расформирована в связи с выводом войск из Прибалтики в 1993 году |
| 206-я зенитно-ракетная Домбровская ордена Александра Невского бригада                                                       | 1968         | 60-й кПВО, 8-я ОА ПВО, г. Евпатория, Крымская область, УССР                    | Украина                         | Расформирована в 2009 году |
| 207-я зенитно-ракетная бригада                                                                                              | 1968         | 14-я дПВО, 6-я ОА ПВО, г. Тапа, ЭССР                                           | —                               | В 1991 году выведена на территорию РСФСР и расформирована |
| 208-я гвардейская зенитно-ракетная Краснознамённая бригада                                                                  | 1968         | 60-й кПВО, 8-я ОА ПВО, г. Васильков, Киевская область, УССР                    | Украина                         | В 2008 году получила почётное название «Херсонская». Дислокация не изменилась |
| 210-я зенитно-ракетная Краснознамённая бригада                                                                              | 1968         | 14-я дПВО, 6-я ОА ПВО, г. Кингисепп, Ленинградская область, РСФСР              | Россия                          | Расформирована в 1993 году |
| 212-я зенитно-ракетная бригада                                                                                              | 1968         | 60-й кПВО, 8-я ОА ПВО, г. Мариуполь, Донецкая область, УССР                    | Украина                         | В 1996 году переформирована в 212-й зенитный ракетный полк. В 2004 году полк расформирован |
| 224-я зенитно-ракетная бригада                                                                                              | 1968         | 21-й кПВО, 6-я ОА ПВО, н.п. Гремиха, Мурманская область, РСФСР                 | Россия                          | Расформирована в 1997 году |
| 266-я зенитно-ракетная бригада                                                                                              | 1968         | 96-я дПВО, 19-я ОА ПВО, г. Поти, ГССР                                          | Грузия                          | н/д |
| 267-я зенитно-ракетная бригада                                                                                              | 1975         | 97-я дПВО, 19-я ОА ПВО, г. Баку, АзССР                                         | Россия                          | Расформирована в 1993 году |
| 275-я гвардейская зенитно-ракетная ордена Кутузова бригада                                                                  | 1974         | 60-й кПВО, 8-я ОА ПВО, г. Кишинёв, МССР                                        | Молдавия                        | В 1993 году переименована в Зенитно-ракетный полк имени Дмитрия Кантемира Дислокация не изменилась |
| 345-я зенитно-ракетная бригада                                                                                              | 1962         | 8-й кПВО, 11-я ОА ПВО, г. Советская Гавань, Хабаровский край, РСФСР            | Россия                          | Переименована в 1988 году из 192-й зенитно-ракетной бригады. Расформирована в 1998 году |
| 466-я зенитно-ракетная бригада                                                                                              | 1987         | 21-й кПВО, 6-я ОА ПВО, г. Вильнюс, Литовская ССР                               | Россия                          | В 1993 году выведена в г. Десногорск Смоленской области, объединена с 493-м гвардейским зенитно-ракетным полком с переименованием в 284-й гвардейский зенитно-ракетный полк. В 1998 году 284-й полк был передислоцирован в н.п. Пестово Московской области и был объединён с 614-м гвардейским зенитно-ракетным полком, с сохранением названия последнего. |
| 498-я учебная зенитно-ракетная бригада                                                                                      | 1978         | 6-я ОА ПВО, н.п. Опочка, Ленинградская область, РСФСР                          | Россия                          | Расформирована в 1994 году |

### Радиотехнические бригады
Полный список радиотехнических бригад войск ПВО СССР (36 соединений), существовавших в период с 1989 по 1991 годы.
| Бригада (полное наименование)                  | Год создания | Принадлежность к соединению/объединению, дислокация, 1989-1991                                                                                      | 1992 год Переход под юрисдикцию  | Переформирования, дислокация, Состояние на 2016 |
| ---------------------------------------------- | ------------ | --- | -------------------------------- | --- |
| 1-я радиотехническая бригада                   | 1963         | 28-й кПВО, 2-я ОА ПВО, н.п. Липники, Львовская область, УССР                                                                                        | Украина                          | Дислокация не изменилась |
| 2-я радиотехническая бригада                   | 1963         | 97-я дПВО, 19-я ОА ПВО, н.п. Алят, АзССР | —                                | Расформирована в 1992 году |
| 3-я радиотехническая бригада                   | 1962         | 2-й кПВО, МО ПВО, г. Ржев, Тверская область, РСФСР                                                                                                  | Россия                           | Переформирована в 2009 году в 337-й радиотехнический полк. Дислокация не изменилась |
| 4-я радиотехническая бригада                   | 1963         | 14-я дПВО, 6-я ОА ПВО, г. Таллин, ЭССР | Украина                          | Расформирована в 1994 году |
| 5-я радиотехническая бригада                   | 1962         | 21-й кПВО, 10-я ОА ПВО, г. Североморск, Мурманская область, РСФСР                                                                                   | Россия                           | Переформирована в 2009 году в 331-й радиотехнический полк. Дислокация не изменилась |
| 6-я радиотехническая Краснознамённая бригада   | 1963         | 3-й кПВО, МО ПВО, г. Ярославль, Ярославская область, РСФСР                                                                                          | Россия                           | Переформирована в 2009 году в 337-й радиотехнический полк. Дислокация не изменилась |
| 7-я радиотехническая бригада                   | 1963         | 12-й кПВО, 19-я ОА ПВО, г. Ростов-на-Дону, Ростовская область, РСФСР                                                                                | Россия                           | Переформирована в 2009 году в 338-й радиотехнический полк. Дислокация не изменилась |
| 8-я радиотехническая бригада                   | 1962         | 11-й кПВО, 2-я ОА ПВО, г. Барановичи, Минская область область, БССР                                                                                 | Белоруссия                       | Дислокация не изменилась |
| 9-я радиотехническая бригада                   | 1963         | 16-й кПВО, МО ПВО, г. Нижний Новгород, Нижегородская область, РСФСР                                                                                 | Россия                           | Расформирована в 1998 году |
| 10-я радиотехническая бригада                  | 1963         | 23-й кПВО, 11-я ОА ПВО, г. Артём, Приморский край, РСФСР                                                                                            | Россия                           | Переформирована в 2009 году в 344-й радиотехнический полк. Дислокация не изменилась |
| 12-я радиотехническая бригада                  | 1963         | 17-я дПВО, 12-я ОА ПВО, г. Мары, Марыйская область, Туркменская ССР                                                                                 | Туркмения                        | н/д |
| 14-я радиотехническая бригада                  | 1962         | 60-й кПВО, 8-я ОА ПВО, г. Одесса, Одесская область, УССР                                                                                            | Украина                          | Дислокация не изменилась |
| 16-я радиотехническая бригада                  | 1962         | 60-й кПВО, 8-я ОА ПВО, г. Севастополь, Крымская область, УССР                                                                                       | Украина                          | В связи с аннексией Крыма в 2014 году бригада вошла в состав ВС РФ как 3-й радиотехнический полк |
| 41-я радиотехническая бригада                  | 1965         | 7-й кПВО, МО ПВО, г. Орёл, Орловская область, РСФСР                                                                                                 | Россия                           | Переформирована в 2009 году в 336-й радиотехнический полк. Дислокация не изменилась |
| 42-я радиотехническая бригада                  | 1971         | 37-й кПВО, 12-я ОА ПВО, г. Алма-Ата, КазССР | Казахстан                        | В 2003 году передислоцирована в г. Актау, Мангистауская область. При этом переформирована в зенитно-ракетную бригаду с сохранением номера войсковой части. Дислокация не изменилась                               |
| 43-я радиотехническая бригада                  | 1965         | 17-я дПВО, 12-я ОА ПВО, г. Красноводск, Красноводская область, Туркменская ССР                                                                      | Туркмения                        | н/д |
| 44-я радиотехническая бригада                  | 1965         | 28-я дПВО, 4-я ОА ПВО, г. Мирный, Самарская область, РСФСР                                                                                          | Россия                           | Переформирована в 1993 году в 31-й радиотехнический полк. Переформирован в 1998 году обратно в 44-ю радиотехническую бригаду. Переформирована в 2009 году в 340-й радиотехнический полк. Дислокация не изменилась |
| 46-я радиотехническая бригада                  | 1966         | 54-й кПВО, 6-я ОА ПВО, г. Хвойный, Ленинградская область, РСФСР                                                                                     | Россия                           | Переформирована в 2009 году в 333-й радиотехнический полк. Дислокация не изменилась |
| 47-я радиотехническая бригада                  | 1972         | 29-я дПВО, 11-я ОА ПВО, г. Белогорск, Амурская область, РСФСР                                                                                       | Россия                           | Расформирована в 1994 году |
| 55-я радиотехническая бригада                  | 1983         | 8-й кПВО, 11-я ОА ПВО, н.п. Бочин, Хабаровский край, РСФСР                                                                                          | Россия                           | Переформирована в 1994 году во 2-й радиотехнический полк. Расформирована в 1998 году |
| 69-я радиотехническая бригада                  | 1972         | 50-й гвардейский кПВО, 14-я ОА ПВО, г. Чита, Читинская область, РСФСР                                                                               | Россия                           | Переформирована в 2009 году во 342-й радиотехнический полк. Дислокация не изменилась |
| 78-я радиотехническая бригада                  | 1975         | 96-я дПВО, 19-я ОА ПВО, г. Батуми, Аджарская АССР, ГССР                                                                                             | Грузия                           | Расформирована в 1992 году |
| 79-я радиотехническая бригада                  | 1975         | 96-я дПВО, 19-я ОА ПВО, г. Марнеули, ГССР Части бригады дислоцировались как в Грузии так и в Армении                                                | Грузия Армения                   | Расформирована в 1992 году с разделом частей бригады между Грузией и Арменией. |
| 80-я радиотехническая бригада                  | 1975         | 27-й кПВО, 6-я ОА ПВО, г. Тукумс, Латвийская ССР | Россия                           | В 1993 году выведена в г. Порхов, Псковская область. Расформирована в 1994 году |
| 81-я радиотехническая бригада                  | 1974         | 27-й кПВО, 6-я ОА ПВО, г. Переславское, Калининградская область, РСФСР                                                                              | Россия                           | Переформирована в 1993 году во 81-й радиотехнический полк. Дислокация не изменилась |
| 94-я радиотехническая бригада                  | 1968         | 20-й кПВО, 4-я ОА ПВО, г. Серов, Свердловская область, РСФСР                                                                                        | Россия                           | Расформирована в 1998 году |
| 129-я радиотехническая бригада                 | 1975         | 25-я дПВО, 11-я ОА ПВО, н.п. Угольные Копи, Чукотский автономный округ, РСФСР                                                                       | Россия                           | Расформирована в 1998 году |
| 133-я радиотехническая бригада                 | 1976         | 15-я дПВО, 12-я ОА ПВО, Управление бригады — г. Душанбе, Таджикская ССР. Части бригады дислоцировались на территории ТаССР, УзССР и Туркменской ССР | Таджикистан Узбекистан Туркмения | Расформирована в 1992 году разделом воинских частей между Узбекистаном, Таджикистаном и Туркменией |
| 138-я радиотехническая бригада                 | 1978         | 49-й кПВО, 8-я ОА ПВО, г. Васильков, Киевская область, УССР                                                                                         | Украина                          | Дислокация не изменилась |
| 145-я радиотехническая бригада                 | 1980         | 23-я дПВО, 10-я ОА ПВО, н.п. Васьково, Архангельская область, РСФСР                                                                                 | Россия                           | Переформирована в 2009 году в 332-й радиотехнический полк. Дислокация не изменилась |
| 157-я радиотехническая бригада                 | 1980         | 38-й кПВО, 14-я ОА ПВО, г. Обь, Новосибирская область, РСФСР                                                                                        | Россия                           | Переформирована в 2009 году в 341-й радиотехнический полк. В 2010 году передислоцирована в г. Красноярск, Красноярский край. Дислокация не изменилась                                                             |
| 163-я радиотехническая бригада                 | 1988         | 19-й кПВО, 4-я ОА ПВО, г. Орск, Оренбургская область, РСФСР. Части бригады дислоцировались на территории РСФСР и в основном в КазССР                | Казахстан                        | Из частей бригады на территории Казахстана в 1992 году сформирован 220-й радиотехнический полк. Полк расформирован в 1993 году                                                                                    |
| 164-я радиотехническая бригада                 | 1988         | 49-й кПВО, 8-я ОА ПВО, г. Харьков, Харьковская область, УССР                                                                                        | Украина                          | Дислокация не изменилась |
| 169-я радиотехническая бригада                 | 1991         | 22-я дПВО, 14-я ОА ПВО, н.п. Диксон, Таймырский национальный округ, РСФСР                                                                           | Россия                           | Расформирован в 1993 году |
| 170-я радиотехническая бригада                 | 1989         | 54-й кПВО, 6-я ОА ПВО, г. Петрозаводск, Карельская ССР, РСФСР                                                                                       | Россия                           | Переформирована в 2009 году в 334-й радиотехнический полк. Дислокация не изменилась |
| 174-я радиотехническая Краснознамённая бригада | 1991         | 21-й кПВО, 10-я ОА ПВО, г. Беломорск, Карельская ССР, РСФСР                                                                                         | Россия                           | Расформирована в 1998 году |

## Бригады железнодорожных войск
Полный список железнодорожных бригад (42 соединений), существовавших в составе Железнодорожных войск в период с 1989 по 1991 годы.
- Примечание:

1. 21 марта 1989 года Указом Президиума Верховного Совета СССР Железнодорожные войска (наряду с Внутренними войсками МВД и Пограничными войсками КГБ) были выведены из состава Вооружённых Сил СССР.
2. В списке указаны также бригады, являвшиеся кадрированными. При этом в источниках не указывается какие из бригад являлись таковыми;
3. ждк — сокращение от железнодорожный корпус.

| Бригада (полное наименование)                                              | Год создания | Принадлежность к соединению, дислокация, 1989-1991          | 1992 год Переход под юрисдикцию | Переформирования, дислокация, Состояние на 2016 |
| -------------------------------------------------------------------------- | ------------ | ----------------------------------------------------------- | ------------------------------- | --- |
| 1-я гвардейская железнодорожная Варшавская ордена Кутузова бригада         | 1941         | 2-й ждк, Львов, УССР                                        | Украина                         | Переформирована в 1-й отдельный объединённый гвардейский Варшавский ордена Кутузова отряд Государственной специальной службы транспорта. Дислокация не изменилась        |
| 1-я железнодорожная Кёнигсбергская ордена Александра Невского бригада      | 1932         | 1-й ждк, н.п. Алонка, Хабаровский край, РСФСР               | Россия                          | Расформирована в 2009 году |
| 2-я мостовая железнодорожная бригада                                       | 1959         | 2-й ждк, г. Новомосковск, Днепропетровская область, УССР    | Украина                         | В 2004 переформирована в 194-й понтонно-мостовой отряд Государственной специальной службы транспорта. Дислокация не изменилась                                           |
| 4-я железнодорожная ордена Трудового Красного Знамени бригада              | н/д          | 4-й ждк, г. Чита, Читинская область, РСФСР                  | Россия                          | н/д |
| 5-я железнодорожная Познанская Краснознамённая бригада                     | 1932         | 4-й ждк, г. Черногорск, Хакасская автономная область, РСФСР | Россия                          | Дислокация не изменилась |
| 6-я железнодорожная бригада                                                | н/д          | 35-й ждк, г. Смоленск, Смоленская область, РСФСР            | Россия                          | н/д |
| 7-я железнодорожная ордена Трудового Красного Знамени бригада              | н/д          | 1-й ждк, г. Комсомольск-на-Амуре, Хабаровский край, РСФСР   | Россия                          | Дислокация не изменилась |
| 8-я железнодорожная бригада                                                | н/д          | 35-й ждк, н.п. Мга, Ленинградская область, РСФСР            | Россия                          | н/д |
| 9-я железнодорожная Краснознамённая бригада                                | 1941         | 76-й ждк, г. Вильнюс, ЛитССР                                | Россия                          | Передислоцирована в г. Сызрань, Самарская область. Дислокация не изменилась                                                                                              |
| 10-я железнодорожная бригада                                               | н/д          | 35-й ждк, г. Вологда, Вологодская область, РСФСР            | Россия                          | н/д |
| 11-я железнодорожная бригада                                               | н/д          | 76-й ждк, г. Сызрань, Самарская область, РСФСР              | Россия                          | н/д |
| 12-я железнодорожная бригада                                               | н/д          | 35-й ждк, г. Ковров, Владимирская область, РСФСР            | Россия                          | н/д |
| 13-я железнодорожная бригада                                               | н/д          | 35-й ждк, н.п. Дягилево, Рязанская область, РСФСР           | Россия                          | н/д |
| 14-я железнодорожная бригада                                               | н/д          | 2-й ждк, н.п. Баладжары, АзССР                              | н/д                             | н/д |
| 15-я железнодорожная бригада                                               | н/д          | 35-й ждк, н.п. Рыбное, Рязанская область, РСФСР             | Россия                          | н/д |
| 16-я железнодорожная бригада                                               | н/д          | 35-й ждк, г. Муром, Владимирская область, РСФСР             | Россия                          | н/д |
| 17-я железнодорожная ордена Боевого Красного Знамени МНР бригада           | н/д          | 4-й ждк, г. Сайншанд, МНР                                   | Россия                          | н/д |
| 19-я железнодорожная орденов Кутузова и Трудового Красного Знамени бригада | 1941         | 4-й ждк, г. Тюмень, Тюменская область, РСФСР                | Россия                          | н/д |
| 22-я железнодорожная бригада                                               | н/д          | 76-й ждк, г. Волгоград, Волгоградская область, РСФСР        | Россия                          | н/д |
| 24-я железнодорожная Варшавская ордена Кутузова бригада                    | н/д          | 76-й ждк, г. Вильнюс, ЛитССР                                | н/д                             | н/д |
| 26-я железнодорожная Кёнигсбергская ордена Александра Невского бригада     | 1941         | 2-й ждк, г. Днепропетровск, Днепропетровская область, УССР  | Украина                         | Переименована в 26-й объединённый Кёнинсбергский ордена Александра Невского отряд Государственной специальной службы транспорта. Дислокация не изменилась                |
| 28-я железнодорожная бригада (кадрированная)                               | н/д          | 2-й ждк, г. Жлобин, Гомельская область, БССР                | Белоруссия                      | Расформирована в 2010 году |
| 29-я железнодорожная Варшавская орденов Кутузова и Красной Звезды бригада  | 1941         | 2-й ждк, г. Вильнюс, ЛитССР                                 | Россия                          | В 1992 передислоцирована в Москву. В 1997 году передислоцирована в Брянск. В 2012 году передислоцирована в н.п. Красный Бор Смоленской области. Дислокация не изменилась |
| 30-я железнодорожная Краснознамённая бригада                               | н/д          | 2-й ждк, г. Минск, БССР                                     | Белоруссия                      | Дислокация не изменилась |
| 31-я железнодорожная бригада                                               | н/д          | 35-й ждк, г. Дзержинск, Нижегородская область, РСФСР        | Россия                          | н/д |
| 32-я железнодорожная бригада                                               | н/д          | 2-й ждк, г. Чернобыль, Киевская область, УССР               | Украина                         | н/д |
| 33-я железнодорожная бригада                                               | н/д          | 1-й ждк, г. Хабаровск, Хабаровский край, РСФСР              | Россия                          | н/д |
| 34-я железнодорожная бригада                                               | 1948         | 35-й ждк, н.п. Дягилево, Рязанская область, РСФСР           | Россия                          | Дислокация не изменилась |
| 35-я железнодорожная ордена Трудового Красного Знамени бригада             | н/д          | 35-й ждк, г. Тында, Амурская область, РСФСР                 | Россия                          | н/д |
| 36-я железнодорожная Краснознамённая бригада                               | н/д          | 2-й ждк, г. Харьков, Харьковская область, УССР              | Украина                         | Переформирована в 36-й объединённый Краснознамённый отряд Государственной специальной службы транспорта. Дислокация не изменилась                                        |
| 37-я железнодорожная бригада                                               | 1970         | 1-й ждк, н.п. Новый Ургал, Хабаровский край, РСФСР          | Россия                          | В 2011 передислоцирована в Волгоград. Дислокация не изменилась |
| 38-я железнодорожная бригада                                               | н/д          | 35-й ждк, н.п. Рыбкино, Вологодская область, РСФСР          | Россия                          | н/д |
| 39-я железнодорожная бригада                                               | 1948         | 1-й ждк, н.п. Февральск, Амурская область, РСФСР            | Россия                          | В 1994 передислоцирована в Краснодарский край. Дислоцируется в н.п. Тимашевск и в г. Керчь                                                                               |
| 40-я железнодорожная бригада                                               | н/д          | 35-й ждк, н.п. Нахабино, Московская область, РСФСР          | Россия                          | н/д |
| 42-я железнодорожная бригада                                               | н/д          | 35-й ждк, г. Зея, Амурская область, РСФСР                   | Россия                          | н/д |
| 43-я железнодорожная бригада                                               | 1950         | 4-й ждк, г. Свердловск, Свердловская область, РСФСР         | Россия                          | Дислокация не изменилась |
| 44-я железнодорожная бригада                                               | н/д          | 4-й ждк, г. Иркутск, Иркутская область, РСФСР               | Россия                          | н/д |
| 45-я железнодорожная бригада                                               | н/д          | 2-й ждк, г. Чернобыль, Киевская область, УССР               | Украина                         | н/д |
| 46-я железнодорожная бригада                                               | н/д          | 35-й ждк, н.п. Луховицы, Московская область, РСФСР          | Россия                          | н/д |
| 47-я железнодорожная бригада                                               | н/д          | 2-й ждк, г. Хмельницкий, Хмельницкая область, УССР          | Украина                         | н/д |
| 48-я железнодорожная бригада                                               | 1987         | 4-й ждк, г. Омск, Омская область, РСФСР                     | Россия                          | Дислокация не изменилась |
| 50-я железнодорожная бригада                                               | н/д          | 35-й ждк, н.п. Дипкун, Амурская область, РСФСР              | Россия                          | Передислоцирована в г. Свободный Дислокация не изменилась |

## Бригады военно-строительных формирований
Полный список бригад военно-строительных формирований (6 соединений), находившихся в подчинении Главного военно-строительного управления Министерства обороны (ГВСУ МО).
- Примечание: Дорожно-строительные бригады созданные в период 1988—1990 годов не относились к строительным войскам, а формировались на основе инженерных войск и сухопутных войск и подчинялись созданному в 1988 году Центральному дорожно-строительному управлению МО СССР.

| Бригада (полное наименование)                | Год создания | Принадлежность к объединению, дислокация, 1989-1991       | 1992 год Переход под юрисдикцию | Переформирования, дислокация, Состояние на 2016                           |
| -------------------------------------------- | ------------ | --------------------------------------------------------- | ------------------------------- | ------------------------------------------------------------------------- |
| 31-я военно-строительная бригада             | 1967         | ГСВМНР, г. Улан-Батор, МНР                                | —                               | Расформирована в 1990 году                                                |
| 57-я военно-строительная бригада             | 1967         | ГСВГ, н.п. Форст-Цинна, окрестности г. Йютербог, Германия | —                               | В 1990 году выведена в н.п. Нахабино Московской области и расформирована. |
| 60-я отдельная дорожно-строительная бригада  | 1970         | н.п. Уренгой, Надым, Сургут, РСФСР                        | Россия                          | Расформирована в 1994 году                                                |
| 70-я отдельная дорожно-строительная бригада  | 1969         | г. Чита, Читинская область, РСФСР                         | —                               | Расформирована в 1989 году                                                |
| 146-я отдельная дорожно-строительная бригада | 1971         | н.п. Архара, Амурская область РСФСР                       | —                               | Расформирована в 1989 году                                                |
| 160-я отдельная дорожно-строительная бригада | 1971         | н.п. Васильевка, Амурская область РСФСР                   | —                               | Расформирована в 1989 году                                                |

## Бригады дорожных войск
Полный список бригад дорожных войск (25 соединений), находившихся в подчинении Центрального дорожно-строительного управления Министерства обороны (ЦДСУ МО) созданного в 1988 году.
- Примечание:

1. Дорожно-строительные бригады созданные в конце 1960-х и в начале 1970-х годов не подчинялись Дорожному управлению МО СССР, а являлись соединениями строительных формирований и подчинялись созданному в 1969 году Главному военно-строительному управлению Министерства обороны (ГВСУ МО);
2. По причине единовременного создания всех дорожно-строительных бригад в структуре ЦДСУ (1988-й год), графа с указанием года создания в данном списке отсутствует.
3. Все бригады, отошедшие под юрисдикцию России, были одновременно расформированы с упразднением ЦДСУ в 1997 году;
4. В связи с тем что не отмечено существование дорожно-строительных бригад, которые были удостоены почётного наименования либо государственных наград, в списке приводится только порядковый номер от полного наименования;
5. Дорожно-строительные корпуса (дск) с начало объединяли 21 бригаду. Всего было 5 дск (62-й, 63-й, 64-й, 65-й и 78-й). Учебные дорожные бригады не входили в состав корпусов.

| Порядковый номер наименования дорожно-строительной бригады. | Подчинённость дорожно- строительному корпусу | Военный округ | Дислокация, 1989-1991                               | 1992 год Переход под юрисдикцию | Примечания |
| ----------------------------------------------------------- | -------------------------------------------- | ------------- | --------------------------------------------------- | ------------------------------- | --- |
| 307-я учебная                                               | —                                            | БелВО         | г. Слуцк, Минская область, БССР                     | Белоруссия                      | В 1991 году бригада отошла в состав Железнодорожных войск. В 1992 году переформировано в 307-ю учебно-производственную дорожно-строительную базу. В 2002 году переформирована в 307-ю отдельную железнодорожную бригаду. Расформирована в 2011 году. |
| 308-я учебная                                               | —                                            | ПрикВО        | г. Скала-Подольская, Тернопольская область, УССР    | Украина                         | Расформирована |
| 322-я                                                       | 62-й                                         | ЛенВО         | г. Тотьма, Вологодская область, РСФСР               | Россия                          | |
| 323-я                                                       | 62-й                                         | ЛенВО         | г. Вологда, Вологодская область, РСФСР              | Россия                          | |
| 324-я                                                       | 63-й                                         | УрВО          | г. Нытва, Пермская область, РСФСР                   | Россия                          | |
| 325-я                                                       | 62-й                                         | ЛенВО         | н.п. Тарногский Городок, Вологодская область, РСФСР | Россия                          | |
| 326-я                                                       | 62-й                                         | ЛенВО         | г. Вытегра, Вологодская область, РСФСР              | Россия                          | |
| 327-я                                                       | 62-й                                         | ЛенВО         | г. Великий Устюг, Вологодская область, РСФСР        | Россия                          | |
| 328-я                                                       | 62-й                                         | ЛенВО         | г. Няндома, Архангельская область, РСФСР            | Россия                          | |
| 329-я                                                       | 65-й                                         | МВО           | н.п. Красные Баки, Нижегородская область, РСФСР     | Россия                          | |
| 330-я                                                       | 63-й                                         | УрВО          | н.п. Килмезь, Кировская область, РСФСР              | Россия                          | В 1994 году передислоцирована в Новый Уренгой, Ямало-Ненецкий автономный округ |
| 331-я                                                       | 63-й                                         | УрВО          | г. Зуевка, Кировская область, РСФСР                 | Россия                          | |
| 332-я                                                       | 63-й                                         | УрВО          | г. Омутнинск, Кировская область, РСФСР              | Россия                          | |
| 333-я                                                       | 63-й                                         | УрВО          | г. Котельнич, Кировская область, РСФСР              | Россия                          | |
| 334-я                                                       | 65-й                                         | УрВО          | г. Игра, Удмуртская АССР, РСФСР                     | Россия                          | |
| 335-я                                                       | 65-й                                         | УрВО          | г. Глазов, Удмуртская АССР, РСФСР                   | Россия                          | |
| 336-я                                                       | 63-й                                         | УрВО          | г. Верещагино, Пермская область, РСФСР              | Россия                          | |
| 337-я                                                       | 65-й                                         | МВО           | г. Сасово, Рязанская область, РСФСР                 | Россия                          | |
| 338-я                                                       | 65-й                                         | МВО           | н.п. Галич, Костромская область, РСФСР              | Россия                          | |
| 339-я                                                       | 65-й                                         | МВО           | г. Шарья, Костромская область, РСФСР                | Россия                          | |
| 340-я                                                       | 62-й                                         | ЛенВО         | г. Архангельск, Архангельская область, РСФСР        | Россия                          | |
| 341-я                                                       | 65-й                                         | МВО           | г. Орёл, Орловская область, РСФСР                   | Россия                          | |
| 343-я                                                       | 63-й                                         | УрВО          | г. Свердловск, Свердловская область, РСФСР          | Россия                          | |
| 344-я учебная                                               | —                                            | ОдВО          | г. Кагул, МССР                                      | —                               | Расформирована в 1992 году |
| 345-я учебная                                               | —                                            | СКВО          | г. Урюпинск, Волгоградская область, РСФСР           | Россия                          | |

## Бригады ВМФ СССР

Флаг ВМФ СССР

### Бригады надводных кораблей
Полный список бригад надводных кораблей ВМФ СССР (57 соединений), существовавших в период с 1989 по 1991 годы.
- Примечание:

1. В связи с тем что практически все соединения надводных кораблей ВМФ СССР перешли под юрисдикцию России (за исключением нескольких бригад отошедших Украине), раздел о государственной принадлежности соединения на 1992 год в данном списке не приводится;
2. По причине наличия общего порядка нумерации в наименовании бригад надводных кораблей в ВМФ СССР, данный список охватывает все типы бригад с различным предназначением;
3. Бригады разведывательных кораблей Осназ подчинявшиеся ГРУ ГШ ВС указаны в разделе Бригады ГРУ ГШ.

| Бригада (полное наименование)                                                | Год создания | Принадлежность объединению, пункт базирования, 1989-1991   | Переформирования, дислокация, Состояние на 2016 |
| ---------------------------------------------------------------------------- | ------------ | ---------------------------------------------------------- | --- |
| 2-я бригада кораблей охраны водного района                                   | 1974         | СФ, н.п. Гремиха, Мурманская область, РСФСР                | Расформирована в 1995 году |
| 5-я бригада тральщиков                                                       | 1940         | СФ, н.п. Полярный, Мурманская область, РСФСР               | Расформирована в 2011 году |
| 7-я бригада тральщиков                                                       | 1974         | ТФ, г. Владивосток, Приморский край, РСФСР                 | Расформирована в 1990 году |
| 10-я бригада противолодочных кораблей                                        | 1961         | СФ, г. Североморск, Мурманская область, РСФСР              | Расформирована в 1998 году |
| 11-я бригада противолодочных кораблей                                        | 1970         | ЧФ, г. Севастополь, Крымская область, УССР                 | Дислокация не изменилась |
| 14-я бригада десантных кораблей                                              | 1978         | ТФ, остров Русский, Приморский край, РСФСР                 | Расформирована в 1994 году |
| 15-я бригада кораблей охраны водного района                                  | 1962         | СФ, н.п. Лиинахамари, Мурманская область, РСФСР            | Переформирована в 1992 году в 141-й отдельный дивизион противолодочных кораблей. Дивизион расформирован в 1998 году                                                                     |
| 17-я бригада кораблей охраны водного района                                  | 1966         | ЧФ, озеро Донузлав, Крымская область, УССР                 | Расформирована в 1996 году |
| 21-я бригада противолодочных кораблей                                        | 1969         | ЧФ, г. Севастополь, Крымская область, УССР                 | Расформирована в 1995 году |
| 24-я бригада противолодочных кораблей                                        | 1961         | БФ, г. Свиноуйсьце, Польша                                 | Расформирована в 1992 году |
| 26-я бригада противолодочных кораблей                                        | 1969         | БФ, г. Балтийск, Калининградская область                   | Расформирована в 1993 году |
| 33-я бригада кораблей охраны водного района                                  | 1977         | ТФ, г. Корсаков, Сахалинская область, РСФСР                | Расформирована в 1994 году |
| 34-я бригада спасательных судов                                              | 1975         | ТФ, г. Владивосток, Приморский край, РСФСР                 | Дислокация не изменилась |
| 35-я бригада кораблей измерительного комплекса                               | 1981         | ТФ, Бухта Крашенинникова, Камчатская область, РСФСР        | Расформирована в 1994 году |
| 36-я Краснознамённая, ордена Нахимова бригада ракетных кораблей              | 1961         | БФ, г. Балтийск, Калининградская область                   | Дислокация не изменилась |
| 37-я бригада спасательных судов                                              | 1975         | ЧФ, г. Севастополь, Крымская область, УССР                 | Переформирована в 1998 году в 183-й дивизион спасательных судов. Дислокация не изменилась                                                                                               |
| 41-я бригада ракетных кораблей                                               | 1961         | ЧФ, г. Севастополь, Крымская область, УССР                 | Дислокация не изменилась |
| 45-я бригада кораблей охраны водного района                                  | 1977         | ТФ, Северная Бухта (Владимирская), Приморский край, РСФСР  | Переформирована в 1990 году в 169-й отдельный дивизион кораблей охраны водного района. н/д                                                                                              |
| 47-я бригада кораблей охраны водного района                                  | 1961         | ТФ, остров Русский, Приморский край, РСФСР                 | Расформирована в 1998 году |
| 52-я бригада кораблей охраны водного района                                  | 1962         | СФ, г. Северодвинск, Мурманская область, РСФСР             | Переформирована в 1992 году в 43-й отдельный дивизион противолодочных кораблей. Дивизион расформирован в 1998 году                                                                      |
| 54-я бригада спасательных судов                                              | 1975         | БФ, г. Лиепая, ЛатССР                                      | Передислоцирована в 1994 году в г. Балтийск. В 2003 году переформирована в Аварийно-спасательный отряд Балтийского флота. Дислокация не изменилась                                      |
| 55-я Печенгская Краснознамённая, ордена Ушакова бригада ракетных кораблей    | 1962         | СФ, г. н.п. Полярный, Мурманская область, РСФСР            | Переформирована в 1992 году в 108-й дивизион малых ракетных кораблей Дислокация не изменилась                                                                                           |
| 56-я бригада эскадренных миноносцев                                          | 1978         | СФ, г. Североморск, Мурманская область, РСФСР              | Расформирована в 1998 году |
| 64-я бригада кораблей охраны водного района                                  | 1962         | БФ, г. Балтийск, Калининградская область                   | Дислокация не изменилась |
| 67-я бригада кораблей охраны водного района                                  | 1962         | СФ, н.п. Порт-Владимир, Мурманская область, РСФСР          | Переформирована в 1994 году в 7-ю бригаду кораблей охраны водного района со сменой дислокации на н.п. Полярный. Дислокация не изменилась                                                |
| 68-я бригада кораблей охраны водного района                                  | 1976         | ЧФ, г. Севастополь, Крымская область, УССР                 | Дислокация не изменилась |
| 71-я бригада десантных кораблей                                              | 1961         | БФ, г. Балтийск, Калининградская область                   | Дислокация не изменилась |
| 75-я бригада десантных кораблей                                              | 1961         | БФ, г. Балтийск, Калининградская область                   | Расформирована в 1994 году |
| 76-я бригада эскадренных миноносцев                                          | 1983         | БФ, г. Лиепая, ЛатССР                                      | Расформирована в 1994 году |
| 77-я гвардейская Печенгская Краснознамённая бригада противолодочных кораблей | 1985         | СФ, г. н.п. Полярный, Мурманская область, РСФСР            | Переформирована в 1992 году в 270-й гвардейский Печенгский Краснознамённый дивизион противолодочных кораблей со сменой пункта базирования на н.п. Оленья Губа. Дислокация не изменилась |
| 88-я бригада спасательных судов                                              | 1975         | СФ, г. Североморск, Мурманская область, РСФСР              | Дислокация не изменилась |
| 89-я бригада ракетных кораблей                                               | 1962         | ТФ, г. Петропавловск-Камчатский, Камчатская область, РСФСР | Расформирована в 1990 году |
| 92-я бригада тральщиков                                                      | 1974         | ЧФ, г. Севастополь, Крымская область, УССР                 | Расформирована в 1990 году |
| 94-я бригада тральщиков                                                      | 1960         | БФ, г. Таллин, ЭССР                                        | Расформирована в 1994 году |
| 100-я бригада десантных кораблей                                             | 1978         | ТФ, остров Русский, Приморский край, РСФСР                 | Дислокация не изменилась |
| 105-я бригада кораблей охраны водного района                                 | 1950         | БФ, г. Кронштадт, Ленинградская область                    | Дислокация не изменилась |
| 114-я бригада кораблей охраны водного района                                 | 1964         | ТФ, н.п. Завойко, Камчатская область, РСФСР                | Дислокация не изменилась |
| 118-я бригада кораблей охраны водного района                                 | 1962         | БФ, г. Лиепая, ЛатССР                                      | Расформирована в 1994 году |
| 119-я бригада надводных кораблей                                             | 1983         | 17-я оперативная эскадра, ТФ, г. Камрань, Вьетнам          | Расформирована в 1991 году |
| 120-я бригада противолодочных кораблей                                       | 1961         | СФ, г. Североморск, Мурманская область, РСФСР              | Переформирована в 1991 году в 43-ю дивизию ракетных кораблей. Дислокация не изменилась                                                                                                  |
| 121-я Бригада десантных кораблей                                             | 1966         | СФ, н.п. Полярный, Мурманская область, РСФСР               | Дислокация не изменилась |
| 128-я ордена Красной Звезды бригада ракетных кораблей                        | 1962         | БФ, г. Балтийск, Калининградская область                   | Переименована в 1993 году в 128-ю ордена Красной Звезды бригаду надводных кораблей. Дислокация не изменилась                                                                            |
| 130-я бригада противолодочных кораблей                                       | 1968         | СФ, н.п. Видяево, Мурманская область, РСФСР                | Расформирована в 1998 году |
| 137-я бригада кораблей охраны водного района                                 | 1978         | ТФ, Бухта Броутона, Сахалинская область, РСФСР             | Расформирована в 1990 году |
| 141-я бригада кораблей охраны водного района                                 | 1964         | ЧФ, г. Керчь, Крымская область, УССР                       | Расформирована в 1996 году |
| 150-я Краснознамённая бригада ракетных кораблей                              | 1961         | ЧФ, г. Севастополь, Крымская область, УССР                 | Расформирована в 1994 году |
| 165-я Краснознамённая бригада ракетных кораблей                              | 1961         | ТФ, г. Владивосток, Приморский край, РСФСР                 | Переформирована в 1998 году в 165-ю Краснознамённую бригаду надводных кораблей. Дислокация не изменилась                                                                                |
| 170-я бригада противолодочных кораблей                                       | 1972         | СФ, г. Североморск, Мурманская область, РСФСР              | Переформирована в 1991 году в 44-ю дивизию противолодочных кораблей. Расформирована в 1993 году                                                                                         |
| 173-я бригада противолодочных кораблей                                       | 1975         | ТФ, г. Петропавловск-Камчатский, Камчатская область, РСФСР | Расформирована в 1998 году |
| 175-я Краснознамённая бригада ракетных кораблей                              | 1961         | ТФ, г. Фокино, Приморский край, РСФСР                      | Переформирована в 1990 году в 36-ю дивизию ракетных кораблей. Переименована в 1994 году в 36-ю дивизию надводных кораблей. Дислокация не изменилась                                     |
| 183-я бригада противолодочных кораблей                                       | 1985         | ТФ, г. Фокино, Приморский край, РСФСР                      | В 1994 году объединена с 201-й бригадой противолодочных кораблей под названием 44-я бригада противолодочных кораблей. Дислокация не изменилась                                          |
| 184-я бригада кораблей охраны водного района                                 | 1976         | ЧФ, г. Поти, ГССР                                          | В 1992 году передислоцирована в г. Новороссийск. Дислокация не изменилась |
| 193-я бригада противолодочных кораблей                                       | 1972         | ТФ, г. Советская Гавань, Хабаровский край, РСФСР           | Расформирована в 1994 году |
| 196-я бригада кораблей охраны водного района                                 | 1968         | ТФ, г. Советская Гавань, Хабаровский край, РСФСР           | Расформирована в 1991 году |
| 197-я бригада десантных кораблей                                             | 1966         | ЧФ, озеро Донузлав, Крымская область, УССР                 | Дислокация не изменилась |
| 201-я Краснознамённая бригада противолодочных кораблей                       | 1966         | ТФ, г. Владивосток, Приморский край, РСФСР                 | В 1994 году объединена с 183-й бригадой противолодочных кораблей под названием 44-я бригада противолодочных кораблей. Дислокация не изменилась                                          |
| 202-я бригада противолодочных кораблей                                       | 1964         | ТФ, г. Фокино, Приморский край, РСФСР                      | Расформирована в 1990 году |

### Бригады подводных лодок
Полный список бригад подводных лодок (22 соединения), существовавших в составе ВМФ СССР в период с 1989 по 1991 годы.
- Примечание:

1. В связи с тем что практически все соединения подводных кораблей ВМФ СССР перешли под юрисдикцию России (за исключением одной подводной лодки отошедшей Украине), раздел о государственной принадлежности соединения на 1992 год в данном списке не приводится;
2. В разделе приведён такой тип соединений как бригады строящихся и ремонтирующихся подводных лодок, которые в сущности являлись не боевыми формированиями а судостроительными предприятиями, находившимися в подчинении ВМФ СССР.

| Бригада (полное наименование)                                                                     | Год создания | Принадлежность к соединению/объединению, дислокация, 1989-1991                          | Переформирования, дислокация, Состояние на 2016 |
| ------------------------------------------------------------------------------------------------- | ------------ | --------------------------------------------------------------------------------------- | --- |
| 4-я бригада строящихся и ремонтирующихся подводных лодок                                          | 1956         | ТФ, г. Владивосток, Приморский край, РСФСР                                              | В 1998 году переформирована в 205-й дивизион строящихся и ремонтирующихся подводных лодок Дислокация не изменилась                                                                             |
| 19-я бригада подводных лодок                                                                      | 1957         | 6-я эскадра подводных лодок, ТФ, г. Владивосток, Приморский край, РСФСР                 | В 1998 году переформирована в 247-й отдельный дивизион подводных лодок. В 2000 году переформирована обратно в 19-ю бригаду подводных лодок. Дислокация не изменилась                           |
| 22-я отдельная бригада подводных лодок                                                            | 1967         | БФ, г. Лиепая, ЛатССР                                                                   | В 1994 году передислоцирована в Кронштадт и расформирована включением подводных лодок в состав в 25-й бригады ремонтирующихся подводных лодок.                                                 |
| 25-я дважды Краснознамённая бригада подводных лодок                                               | 1966         | БФ, г. Кронштадт, Ленинградская область, РСФСР                                          | В 1990 году переформирована в 25-ю дважды Краснознамённую бригаду ремонтирующихся подводных лодок. Расформирована в 2001 году                                                                  |
| 27-я отдельная бригада подводных лодок                                                            | 1951         | ЧФ, г. Феодосия, Крымская область, УССР                                                 | В 1994 передислоцирована в Севастополь. В 2002 году вместе со 155-й отдельной бригадой подводных лодок переформирована в 247-й отдельный дивизион подводных лодок. Дислокация не изменилась    |
| 29-я отдельная бригада подводных лодок                                                            | 1979         | СФ, н.п. Оленья Губа, Мурманская область, РСФСР                                         | Дислокация не изменилась |
| 39-я бригада строящихся и ремонтирующихся подводных лодок                                         | 1956         | БФ, г. Ленинград, РСФСР                                                                 | В 1993 году переформирована в 153-й дивизион строящихся и ремонтирующихся подводных лодок Дислокация не изменилась                                                                             |
| 42-я бригада подводных лодок                                                                      | 1960         | Кольская флотилия разнородных сил, СФ, н.п. Лиинахамари, Мурманская область, РСФСР      | Расформирована в 1995 году |
| 58-я бригада подводных лодок                                                                      | 1990         | БФ, г. Лиепая, ЛатССР                                                                   | Расформирована 1993 году |
| 69-я бригада подводных лодок                                                                      | 1951         | СФ, н.п. Сайда-Губа, Мурманская область, РСФСР                                          | Расформирована в 1998 году |
| 72-я отдельная бригада строящихся и ремонтирующихся подводных лодок                               | 1963         | ТФ, г. Большой Камень, Приморский край, РСФСР                                           | Дислокация не изменилась |
| 90-я бригада подводных лодок                                                                      | 1966         | 28-я дивизия подводных лодок, ТФ, г. Советская Гавань, Хабаровский край, РСФСР          | В 1990 году переименована в 60-ю бригаду подводных лодок. В 1992 году переформирована в 366-й отдельный дивизион консервации подводных лодок. Расформирован в 2007 году                        |
| 96-я бригада подводных лодок                                                                      | 1952         | 4-я эскадра подводных лодок, СФ. Бухта Екатерининская гавань, Мурманская область, РСФСР | н/д |
| 104-я бригада строящихся подводных лодок                                                          | 1952         | Штаб ВМФ, г. Нижний Новгород, Горьковская область, РСФСР                                | В 90-х переформирована в дивизион строящихся и ремонтирующихся подводных лодок Дислокация не изменилась                                                                                        |
| 111-я бригада подводных лодок                                                                     | 1990         | 17-я оперативная эскадра, ТФ, г. Камрань, Вьетнам                                       | Расформирована в 1991 году |
| 142-я бригада ремонтирующихся подводных лодок                                                     | 1987         | ТФ, г. Вилючинск, Камчатская область, РСФСР                                             | В 1997 году переформирована в 201-й отдельный дивизион ремонтирующихся подводных лодок. н/д |
| 153-я Краснознамённая бригада подводных лодок                                                     | 1951         | ЧФ, г. Севастополь, Крымская область, УССР                                              | Расформирована в 1994 году |
| 155-я отдельная Констанцская ордена Ушакова бригада подводных лодок                               | 1956         | ЧФ, н.п. Балаклава, Крымская область, УССР                                              | В 1994 году передислоцирована в Севастополь. В 2002 году вместе с 27-й отдельной бригадой подводных лодок переформирована в 247-й отдельный дивизион подводных лодок. Дислокация не изменилась |
| 161-я Краснознамённая, ордена Ушакова бригада подводных лодок                                     | 1951         | СФ, н.п. Полярный, Мурманская область, РСФСР                                            | Дислокация не изменилась |
| 182-я бригада подводных лодок                                                                     | 1971         | 15-я эскадра подводных лодок, ТФ, н.п. Бечевинская, Камчатская область, РСФСР           | Передислоцирована в 1996 году в н.п. Завойко. Передислоцирована в 2003 году в бухту Крашенинникова. н/д                                                                                        |
| 203-я отдельная бригада ремонтирующихся подводных лодок                                           | 1963         | СФ, г. Северодвинск, Мурманская область, РСФСР                                          | н/д |
| 339-я отдельная бригада строящихся, учебных и ремонтирующихся подводных лодок имени 50-летия СССР | 1957         | СФ, г. Северодвинск, Мурманская область, РСФСР                                          | Существовала на 2008 год. н/д |

### Бригады морской пехоты
Полный список бригад морской пехоты (3 соединения, всего — 4), существовавших в составе ВМФ СССР в период с 1989 по 1991 годы.
- Примечание: В списке не указана кадрированная 175-я отдельная бригада морской пехоты Северного флота, дислоцировавшаяся в н.п. Туманный Мурманской области и существовавшая в период с 1982 по 1996 годы[69].

| Бригада (полное наименование)                                                                           | Год создания | Принадлежность к объединению, дислокация, 1989-1991 | 1992 год Переход под юрисдикцию | Переформирования, дислокация, Состояние на 2016 |
| --- | ------------ | --------------------------------------------------- | ------------------------------- | --- |
| 61-я отдельная Киркенесская Краснознамённая бригада морской пехоты                                      | 1966         | СФ, н.п. Спутник, Мурманская область, РСФСР         | Россия                          | В 2009 переформирована в 61-й отдельный полк морской пехоты. В 2014 году переформирован обратно в 61-ю отдельную бригаду морской пехоты. Дислокация не изменилась   |
| 336-я отдельная гвардейская Белостокская, орденов Суворова и Александра Невского бригада морской пехоты | 1963         | БФ, г. Балтийск, Калининградская область, РСФСР     | Россия                          | Дислокация не изменилась |
| 810-я отдельная бригада морской пехоты имени 60-летия образования СССР                                  | 1967         | ЧФ, г. Севастополь, Крымская область, УССР          | Россия                          | В 1998 переформирована в 810-й отдельный полк морской пехоты. В 2008 году переформирован обратно в 810-ю отдельную бригаду морской пехоты. Дислокация не изменилась |

## Бригады ГРУ ГШ
В данном разделе приводятся соединения подчинённые ГРУ СССР, которые делились по своему предназначению на два типа:
1. ОсНаз — сокращение от «особого назначения». Формирования радиотехнической разведки, радиоразведки и электронной разведки к которым относились как радиотехнические бригады в составе военных округов, так и бригады разведывательных кораблей оснащённых средствами радиотехнической разведки в составе флотов.
2. СпецНаз — сокращение от «специального назначения». Бригады специальной разведки (разведывательно-диверсионные) в составе военных округов и флотов.

### Бригады разведывательных кораблей
Полный список бригад разведывательных кораблей (4 соединения), существовавших в структуре ГРУ ГШ ВС СССР в период с 1989 по 1991 годы.
| Бригада (полное наименование)           | Год создания | Принадлежность к объединению, дислокация, 1989-1991 | 1992 год Переход под юрисдикцию | Переформирования, дислокация, Состояние на 2016                                                                              |
| --------------------------------------- | ------------ | --------------------------------------------------- | ------------------------------- | --- |
| 38-я бригада разведывательных кораблей  | 1969         | ТОФ, Бухта Золотой рог, Приморский край, РСФСР      | Россия                          | В 1998 году переформирована в 515-й отдельный дивизион разведывательных кораблей. Дислокация не изменилась                   |
| 112-я бригада разведывательных кораблей | 1971         | ЧФ, н.п. Мирный, Крымская область, УССР             | Россия                          | В 1998 году переформирована в 519-й отдельный дивизион разведывательных кораблей. Дислокация не изменилась                   |
| 144-я бригада разведывательных кораблей | 1971         | БФ, г. Балтийск, Калининградская область, РСФСР     | Россия                          | В 1998 году переформирована в 72-й отдельный дивизион разведывательных кораблей. Дислокация не изменилась                    |
| 159-я бригада разведывательных кораблей | 1971         | СФ, н.п. Горячие Ручьи, Мурманская область, РСФСР   | Россия                          | В 1998 году переформирована в 518-й отдельный дивизион разведывательных кораблей. Дивизион передислоцирован в г. Североморск |

### Радиотехнические бригады ОсНаз
Полный список радиотехнических бригад ОсНаз (11 соединений), существовавших в структуре ГРУ ГШ ВС СССР в период с 1989 по 1991 годы
| Бригада (полное наименование)                                                                  | Год создания | Принадлежность к объединению, дислокация, 1989-1991        | 1992 год Переход под юрисдикцию | Переформирования, дислокация, Состояние на 2016 |
| ---------------------------------------------------------------------------------------------- | ------------ | ---------------------------------------------------------- | ------------------------------- | --- |
| 82-я отдельная радиотехническая Варшавская Краснознамённая, ордена Александра Невского бригада | 1976         | ГСВГ, г. Торгау, Германия                                  | Россия                          | В 1994 году передислоцирована в г. Вязьма, Смоленская область. Дислокация не изменилась                                                                                             |
| 88-я отдельная радиотехническая бригада                                                        | 1976         | 39-я общевойсковая армия, г. Чойр, МНР                     | Россия                          | В 1991 году выведена в н.п. Сосновый Бор, Республика Бурятия. Расформирована в 2010 году                                                                                            |
| 92-я отдельная радиотехническая бригада                                                        | 1976         | ДВО, г. Торгау, Новосысоевка, Приморский край, РСФСР       | Россия                          | Дислокация не изменилась |
| 93-я отдельная радиотехническая Криворожская Краснознамённая, ордена Красной Звезды бригада    | 1976         | ОдВО, г. Одесса, УССР                                      | Украина                         | Переформирован в Региональный центр радиоэлектронной разведки. Дислокация не изменилась                                                                                             |
| 139-я отдельная радиотехническая бригада                                                       | 1976         | ПрибВО, г. Рига, ЛатССР                                    | Россия                          | В 1992 передислоцирована в г. Оренбург. Дислокация не изменилась |
| 141-я отдельная радиотехническая ордена Красной Звезды бригада                                 | 1979         | САВО → ТуркВО, н.п. Шенгельды, Алматинская область, КазССР | Казахстан                       | В 1989 году в связи с упразднением САВО бригада переформирована в отдельный радиотехнический полк Осназ. Полк впоследствии передислоцирован в г. Капчагай. Дислокация не изменилась |
| 146-я отдельная радиотехническая Краснознамённая бригада                                       | 1980         | ПрибВО, г. Таллин, ЭССР                                    | Россия                          | В 1992 передислоцирована в н.п. Песочный, Ленинградская область. Дислокация не изменилась                                                                                           |
| 147-я отдельная радиотехническая ордена Красной Звезды бригада                                 | 1976         | ПрикВО, г. Броды, Львовская область, УССР                  | Украина                         | н/д |
| 149-я отдельная радиотехническая бригада                                                       | 1976         | ТуркВО, г. Ташкент, УзССР                                  | Узбекистан                      | н/д |
| 153-я отдельная радиотехническая Кёнигсбергская ордена Красной Звезды бригада                  | 1981         | БелВО, г. Воложин, Минская область, БССР                   | Белоруссия                      | Дислокация не изменилась |
| 154-я отдельная радиотехническая бригада                                                       | 1976         | ЗакВО г. Тетри-Цкаро, ГССР                                 | Россия                          | В 1992 передислоцирована в г. Изобильный, Ставропольский край. Дислокация не изменилась                                                                                             |

### Бригады СпецНаз
Полный список бригад специального назначения (15 формирований, всего — 16), существовавших в период с 1989 по 1991 годы.
- Примечание:

1. в список не вошла одна бригада кадра (по штату «Г»). Таковой в указанный период являлась 126-я отдельная бригада специального назначения ТуркВО, в которой числилось 40 человек личного состава;
2. в списке указана кадрированная 17-я отдельная морская бригада специального назначения. Личный состав соответствовал штату «В» — 148 человек.

| Бригада (полное наименование)                                                                                   | Год создания | Принадлежность к объединению, дислокация, 1989-1991                                                        | 1992 год Переход под юрисдикцию | Переформирования, дислокация, Состояние на 2016 |
| --- | ------------ | --- | ------------------------------- | --- |
| 2-я отдельная бригада специального назначения                                                                   | 1962         | ЛенВО, г. Псков, Псковская область, РСФСР                                                                  | Россия                          | Дислокация не изменилась |
| 3-я отдельная гвардейская Варшавско-Берлинская Краснознамённая, ордена Суворова бригада специального назначения | 1966         | ГСВГ, н.п. Нойтимен (окрестности г. Фюрстенберг) Германия, ГСВГ → н.п. Рощинский, Самарская область, РСФСР | Россия                          | В 2010 передислоцирована в г. Тольятти |
| 4-я отдельная бригада специального назначения                                                                   | 1962         | ПрибВО, г. Вильянди, ЭССР                                                                                  | Россия                          | Расформирована в 1992 |
| 5-я отдельная бригада специального назначения                                                                   | 1962         | БВО, г. Марьина Горка, БССР                                                                                | Белоруссия                      | Дислокация не изменилась |
| 8-я отдельная бригада специального назначения                                                                   | 1962         | ПрикВО, г. Изяслав, Хмельницкая область, УССР                                                              | Украина                         | Передислоцирован в 2004 в г. Хмельницкий. Переформирован в 2003 году в 8-й отдельный полк специального назначения. |
| 9-я отдельная бригада специального назначения                                                                   | 1962         | КВО, Кировоград, Кировоградская область, УССР                                                              | Украина                         | Переформирован в 1996 году в 50-й отдельный учебный отряд специальной подготовки. |
| 10-я отдельная бригада специального назначения                                                                  | 1962         | ОдВО, г. Старый Крым Крымская область, УССР                                                                | Украина                         | Переформирован в 1998 году в 1-й отдельный полк специального назначения. В 2000 году переформирован в 3-й отдельный полк специального назначения. В 2003 передислоцирован в г. Кировоград.                             |
| 12-я отдельная бригада специального назначения                                                                  | 1962         | ЗакВО, г. Лагодехи, ГССР                                                                                   | Россия                          | Передислоцирована в 1992 в г. Асбест Свердловской области. Расформирована в 2009 году. |
| 14-я отдельная бригада специального назначения                                                                  | 1963         | ДВО, г. Уссурийск, Амурская область, РСФСР                                                                 | Россия                          | Передислоцирована в 2012 в г. Хабаровск. |
| 15-я отдельная Краснознамённая бригада специального назначения                                                  | 1963         | ТуркВО, г. Чирчик, Ташкентская область, УзССР                                                              | Узбекистан                      | Переформирована в 1996 в 15-ю отдельную десантно-штурмовую бригаду. |
| 16-я отдельная бригада специального назначения                                                                  | 1963         | МВО, н.п. Чучково, Рязанская область, РСФСР                                                                | Россия                          | Передислоцирована в 2003 в г. Тамбов. |
| 17-я отдельная бригада специального назначения                                                                  | 1968         | КЧФ, остров Первомайский, Николаевская область, УССР                                                       | Украина                         | Переформирована в 1990 году в 1464-й морской разведывательный пункт. Переименован в 2004 году в 73-й морской центр специальных операций и передислоцирован в г. Очаков Николаевской области. Дислокация не изменилась. |
| 22-я отдельная бригада специального назначения                                                                  | 1976         | ЗакВО, н.п. Перикишкюль (окрестности г. Баку), АзССР                                                       | Россия                          | Передислоцирована в 1992 в г. Ковалевка Ростовской области |
| 24-я отдельная бригада специального назначения                                                                  | 1977         | ЗабВО, г. Кяхта, Читинская область, РСФСР                                                                  | Россия                          | Передислокации: 1987—2002 — н.п. Кяхта 2002-2009 — н.п. Сосновый Бор, Республика Бурятия 2009-2012 — Иркутск 2012-наст.время — Новосибирск                                                                             |
| 67-я отдельная бригада специального назначения                                                                  | 1984         | СибВО, г. Бердск, Новосибирская область, РСФСР                                                             | Россия                          | Расформирована в 2009 году |

## Бригады Войск гражданской обороны Министерства обороны СССР
Полный список спасательных бригад Войск гражданской обороны Министерства обороны СССР (13 формирований), существовавших в период с 1989 по 1991 годы.
- Примечание: спасательные бригады (действительное название — мобильная механизированная бригада) создавались в поздний период существования СССР, с 1 декабря 1988 года и до самого распада СССР, на базе механизированных полков гражданской обороны.

| Бригада (полное наименование)                    | Год создания | Принадлежность к объединению, дислокация, 1989-1991 | 1992 год Переход под юрисдикцию | Переформирования, дислокация, Состояние на 2016 |
| 143-я мобильная механизированная бригада         | 1988         | МВО, Новосмолино, Горьковская область               | Россия                          | |
| 144-я мобильная механизированная бригада         | 1991         | МВО, Кураково, Тульская область                     | Россия                          | В июне 2001 года переформирована в 996-й спасательный центр МЧС РФ. Дислокация не изменилась |
| 145-я мобильная механизированная бригада         | 1988         | МВО, Горький                                        | Россия                          | Расформирована |
| 146-я мобильная механизированная бригада         | 1990         | МВО, Воронеж                                        | Россия                          | В декабре 1999 года переформирована в 847-й спасательный центр МЧС РФ. Дислокация не изменилась |
| 147-я мобильная механизированная бригада         | 1988         | МВО, Саров, Горьковская область                     | Россия                          | |
| 148-я мобильная механизированная бригада         | 1990         | КВО, Борисполь, Киевская область                    | Украина                         | |
| 155-я мобильная механизированная бригада         | 1988         | ПрикВО, Дрогобыч, Львовская область                 | Украина                         | н/д |
| 186-я мобильная механизированная бригада         | 1988         | КВО, Донецк                                         | Украина                         | н/д |
| 187-я мобильная механизированная бригада         | 1988         | ДВО, Анастасьевка, Хабаровский край                 | Россия                          | В 2003 году 187-я бригада вместе с 2608-м отдельным аварийно-спасательным батальоном вошли в состав 1042-го спасательного центра МЧС РФ. Дислокация не изменилась                                                                                       |
| 188-я мобильная механизированная бригада         | 1988         | УрВО, Первоуральск, Свердловская область            | Россия                          | В июне 2001 года переформирована в 970-й спасательный центр МЧС РФ. Дислокация не изменилась |
| 189-я мобильная механизированная бригада         | 1988         | БВО, н.п. Околица, Минская область                  | Белоруссия                      | В октябре 1994 года вошла в состав внутренних войск МВД Республики Беларусь под названием 2-я отдельная мобильная механизированная бригада. В июне 2001 года переформирована во 2-ю отдельную специальную милицейскую бригаду. Дислокация не изменилась |
| 233-я мобильная механизированная бригада         | 1990         | МВО, Балашиха, Московская область                   | Россия                          | В 1998 году 233-я бригада вместе с 8-й автомобильной бригадой вошли в состав 179-го спасательного центра МЧС РФ. Дислокация не изменилась |
| 238-я учебная мобильная механизированная бригада | 1990         | КВО, Мерефа, Харьковская область                    | Украина                         | н/д |
| 239-я учебная мобильная механизированная бригада | 1991         | УрВО, Новогорное, Челябинская область               | Россия                          | В декабре 2003 года переформирована в 978-й учебный спасательный центр МЧС РФ. Дислокация не изменилась |

## Бригады Пограничных войск КГБ СССР

Флаг морских сил Погранвойск КГБ СССР

Полный список бригад Пограничных войск КГБ СССР (23 соединения), существовавших в период с 1989 по 1991 годы.
- Примечание:

1. 21 марта 1989 года Указом Президиума Верховного Совета СССР Пограничные войска КГБ СССР (наряду с Внутренними войсками МВД и Железнодорожными войсками) были выведены из состава Вооружённых Сил СССР.
2. Данный тип формирований был представлен отдельными бригадами пограничных сторожевых кораблей (обрпск). Кроме отдельных бригад также существовали 1-я и 2-я бригады без статуса «отдельный» (брпск), которые находились в составе 1-й дивизии пограничных сторожевых кораблей СВПО[76].

| Бригада (полное наименование)                                               | Год создания | Принадлежность соединению/объединению, пункт базирования, 1989-1991                                       | 1992 год Переход под юрисдикцию | Переформирования, дислокация, Состояние на 2016                                                                                             |
| --------------------------------------------------------------------------- | ------------ | --- | ------------------------------- | --- |
| 1-я отдельная Краснознамённая бригада пограничных сторожевых кораблей       | 1967         | СЗПО, г. Кувшинская Салма, Мурманская область, РСФСР                                                      | Россия                          | Дислокация не изменилась |
| 1-я бригада пограничных сторожевых кораблей                                 | 1977         | 1-я дивизия сторожевых пограничных кораблей, СВПО, г. Петропавловск-Камчатский, Камчатская область, РСФСР | Россия                          | В 2003 году вместе со 2-й брпскр сведена в состав 7-й отдельной Краснознамённой бригады пограничных сторожевых кораблей                     |
| 2-я отдельная бригада пограничных сторожевых кораблей                       | 1967         | СЗПО, г. Высоцк, Ленинградская область, РСФСР                                                             | Россия                          | Дислокация не изменилась |
| 2-я бригада пограничных сторожевых кораблей                                 | 1977         | 1-я дивизия сторожевых пограничных кораблей, СВПО, г. Петропавловск-Камчатский, Камчатская область, РСФСР | Россия                          | В 2003 году вместе с 1-й брпскр сведена в состав 7-й отдельной Краснознамённой бригады пограничных сторожевых кораблей                      |
| 3-я отдельная ордена Красной Звезды бригада пограничных сторожевых кораблей | 1967         | ППО, г. Таллин, ЭССР                                                                                      | Россия                          | В 1992 передислоцирована в г. Балтийск, Калининградская область. Дислокация не изменилась                                                   |
| 4-я отдельная бригада пограничных сторожевых кораблей                       | 1967         | ППО, г. Лиепая, ЛатССР                                                                                    | Россия                          | В 1992 передислоцирована в н.п. Родина, Псковская область. Дислокация не изменилась                                                         |
| 5-я отдельная Краснознамённая бригада пограничных сторожевых кораблей       | 1967         | ЗПО, н.п. Балаклава, Крымская область, УССР                                                               | Украина                         | В 1992 передислоцирована в Новороссийск и была расформирована                                                                               |
| 6-я отдельная бригада пограничных сторожевых кораблей                       | 1967         | ЗакПО, г. Очамчира, ГССР                                                                                  | Россия                          | В 1996 году передислоцирована в г. Каспийск. Дислокация не изменилась                                                                       |
| 8-я отдельная ордена Красной Звезды бригада пограничных сторожевых кораблей | 1967         | ТПО, н.п. Малокурильское, остров Шикотан, Сахалинская область, РСФСР                                      | Россия                          | Дислокация не изменилась |
| 9-я отдельная бригада пограничных сторожевых кораблей                       | 1967         | ТПО, г. Корсаков, Сахалинская область, РСФСР                                                              | Россия                          | Дислокация не изменилась |
| 10-я отдельная бригада пограничных сторожевых кораблей                      | 1967         | ТПО, г. Владивосток, Приморский край, РСФСР                                                               | Россия                          | Дислокация не изменилась |
| 11-я отдельная бригада пограничных сторожевых кораблей                      | 1967         | ДПО, н.п. Джалинда, Амурская область, РСФСР                                                               | Россия                          | Расформирована в 1998 |
| 12-я отдельная бригада пограничных сторожевых кораблей                      | 1967         | ДПО, г. Благовещенск, РСФСР                                                                               | Россия                          | Дислокация не изменилась |
| 13-я отдельная бригада пограничных сторожевых кораблей                      | 1967         | ДПО, н.п. Ленинское, Еврейская автономная область, РСФСР                                                  | Россия                          | В период с 1995 по 1998 годы в составе Амурской военной флотилии. Дислокация не изменилась                                                  |
| 14-я отдельная бригада пограничных сторожевых кораблей                      | 1967         | ДПО, н.п. Казакевичево, Хабаровский край, РСФСР                                                           | Россия                          | Дислокация не изменилась |
| 15-я отдельная бригада пограничных сторожевых кораблей                      | 1970         | ТПО, г. Дальнереченск, Приморский край, РСФСР                                                             | Россия                          | Дислокация не изменилась |
| 16-я отдельная бригада пограничных сторожевых кораблей                      | 1971         | ТПО, г. Находка, Приморский край, РСФСР                                                                   | Россия                          | Дислокация не изменилась |
| 17-я отдельная бригада пограничных сторожевых кораблей                      | 1971         | ЗакПО, г. Баку, АзССР                                                                                     | Россия                          | В 1992 передислоцирована в г. Астрахань Дислокация не изменилась                                                                            |
| 18-я отдельная бригада пограничных сторожевых кораблей                      | 1971         | ЗПО, г. Одесса, УССР                                                                                      | Украина                         | Переформирована в 1992 году в Одесский отряд морской охраны. Дислокация не изменилась.                                                      |
| 19-я отдельная бригада пограничных сторожевых кораблей                      | 1977         | ТПО, г. Невельск, Сахалинская область, РСФСР                                                              | Россия                          | Дислокация не изменилась |
| 20-я отдельная бригада пограничных сторожевых кораблей                      | 1979         | ППО, г. Вентспилс, ЛатССР                                                                                 | Россия                          | Расформирована в 1993 |
| 21-я отдельная бригада пограничных сторожевых кораблей                      | 1987         | ЗакПО, г. Поти, ГССР                                                                                      | Россия                          | В 1992 передислоцирована в г. Новороссийск. Дислокация не изменилась                                                                        |
| 22-я отдельная бригада пограничных сторожевых кораблей                      | 1988         | САПО, г. Термез, УзССР                                                                                    | Узбекистан                      | Официальное название данного формирования, входящего в состав пограничных войск Узбекистана достоверно неизвестно. Дислокация не изменилась |

## Бригады Внутренних войск МВД СССР
Полный список бригад Внутренних войск МВД СССР (50 соединений), существовавших в период с 1989 по 1991 годы.
- Примечания:

1. 21 марта 1989 года Указом Президиума Верховного Совета СССР Внутренние войска МВД СССР (наряду с Пограничными войсками и Железнодорожными войсками) были выведены из состава Вооружённых Сил СССР;
2. В разных источниках подчинённость некоторых бригад дивизиям различается;
3. В структуре ВВ МВД СССР имелось также единственное военно-строительное соединение — 10-я отдельная военно-строительная бригада, находившаяся в подчинении Главного управления ВВ МВД;
4. УСЧ — сокращение от Управление специальных частей. Так именовалось обособленное командование частями внутренних войск, занимавшихся охраной важных государственных объектов (ЗАТО, АЭС, БАМ и т. п.).

| Бригада (полное наименование)                                                   | Год создания | Принадлежность соединению/управлению, дислокация, 1989-1991 | 1992 год Переход под юрисдикцию                              | Переформирования, дислокация, Состояние на 2016                                                |
| ------------------------------------------------------------------------------- | ------------ | --- | ------------------------------------------------------------ | ---------------------------------------------------------------------------------------------- |
| 3-я отдельная бригада оперативного назначения                                   | 1989         | Управление внутренних войск МВД СССР по Средней Азии и Казахской ССР, Управление бригады — г. Фергана, Ферганская область, УзССР. Все воинские части бригады были расположены на территории Узбекской ССР                  | Узбекистан                                                   | н/д                                                                                            |
| 5-я бригада оперативного назначения                                             | 1990         | 4-я дивизия внутренних войск, Управление внутренних войск МВД СССР по Средней Азии и Казахской ССР, г. Алма-Ата, Алматинская область, КазССР                                                                               | Казахстан                                                    | В 1992 году переформирована в бригаду Республиканской гвардии РК. Дислокация не изменилась     |
| 6-я отдельная бригада УСЧ                                                       | 1990         | Управление спецчастей ВВ МВД СССР, Управление бригады — г. Курчатов, Курская область, РСФСР. Отдельные батальоны бригады были дислоцированы в УССР, Литовской ССР, РСФСР                                                   | 5 отдельных батальонов отошли Украине, 6 батальонов — России | Бригада расформирована в 1991 году в связи с разделом воинских частей.                         |
| 7-я бригада оперативного назначения                                             | 1991         | 69-я конвойная дивизия, Управление внутренних войск МВД СССР по Северному Кавказу и Закавказью, г. Ереван, Армянская ССР                                                                                                   | н/д                                                          | н/д                                                                                            |
| 7-я отдельная конвойная бригада                                                 | 1991         | Управление внутренних войск МВД СССР по Украинской ССР и Молдавской ССР, Управление бригады — г. Киев, УССР. Все воинские части бригады были дислоцированы в УССР                                                          | Украина                                                      | н/д                                                                                            |
| 8-я ордена Красной Звезды бригада оперативного назначения                       | 1991         | 69-я конвойная дивизия, Управление внутренних войск МВД СССР по Северному Кавказу и Закавказью, Управление бригады — г. Тбилиси, ГССР. Все воинские части бригады дислоцировались на территории Грузии                     | —                                                            | Расформирована в 1992 году                                                                     |
| 9-я бригада оперативного назначения                                             | 1991         | 5-я дивизия внутренних войск, Управление внутренних войск МВД СССР по Северному Кавказу и Закавказью, г. Баку, АзССР → г. Ростов, Ростовская область, РСФСР                                                                | —                                                            | Расформирована к 1992 году                                                                     |
| 10-я отдельная военно-строительная бригада                                      | 1989         | Главное управление внутренних войск, Управление бригады — г. Москва, РСФСР. Воинские части бригады за исключением одного батальона (в Крымской области УССР) были дислоцированы в РСФСР                                    | Россия                                                       | Расформирована в 1997 году                                                                     |
| 12-я отдельная конвойная бригада                                                | н/д          | Управление внутренних войск МВД СССР по Северному Кавказу и Закавказью, г. Астрахань, Астраханская область, РСФСР | Россия                                                       | н/д                                                                                            |
| 13-я конвойная бригада                                                          | 1984         | 54-я конвойная дивизия, Управление внутренних войск МВД СССР по Северному Кавказу и Закавказью, г. Ростов, Ростовская область, РСФСР                                                                                       | Россия                                                       | В 1989 году переформирована обратно в 506-й конвойный полк                                     |
| 14-я отдельная конвойная бригада                                                | 1989         | Управление внутренних войск МВД СССР по Средней Азии и Казахской ССР, Управление бригады — г. Ашхабад, Туркменская ССР. Все воинские части бригады были расположены на территории Туркменской ССР                          | Туркмения                                                    | н/д                                                                                            |
| 15-я конвойная бригада                                                          | 1973         | 67-я конвойная дивизия, Управление внутренних войск МВД СССР по Северо-Западу, Управление бригады — н.п. Пуксоозеро, Архангельская область, РСФСР                                                                          | Россия                                                       | н/д                                                                                            |
| 16-я отдельная конвойная Краснознамённая бригада                                | 1986         | Управление внутренних войск МВД СССР по Украинской ССР и Молдавской ССР, Управление бригады — г. Львов, УССР. Все воинские части бригады были дислоцированы в УССР                                                         | Украина                                                      | н/д                                                                                            |
| 17-я отдельная конвойная ордена Красной Звезды бригада                          | 1986         | Управление внутренних войск МВД СССР по Украинской ССР и Молдавской ССР, Управление бригады — г. Одесса, УССР. Все воинские части бригады были дислоцированы в УССР                                                        | Украина                                                      | н/д                                                                                            |
| 18-я отдельная конвойная бригада                                                | 1986         | Управление внутренних войск МВД СССР по Украинской ССР и Молдавской ССР, Управление бригады — г. Донецк, УССР. Все воинские части бригады были дислоцированы в УССР                                                        | Украина                                                      | н/д                                                                                            |
| 19-я конвойная бригада                                                          | 1986         | 80-я конвойная дивизия, Приволжское управление внутренних войск МВД СССР, г. Саратов, Саратовская область, РСФСР | Россия                                                       | Переформирована в 1993 году в 84-й конвойный полк                                              |
| 20-я отдельная конвойная бригада                                                | 1986         | Управление внутренних войск МВД СССР по Украинской ССР и Молдавской ССР, Управление бригады — г. Харьков, УССР. Все воинские части бригады были дислоцированы в УССР                                                       | Украина                                                      | н/д                                                                                            |
| 21-я отдельная бригада оперативного назначения                                  | 1988         | Центральное управление внутренних войск МВД СССР, н.п. Софрино, Московская область, РСФСР | Россия                                                       | Дислокация не изменилась                                                                       |
| 22-я отдельная бригада оперативного назначения                                  | 1988         | Управление внутренних войск МВД СССР по Северному Кавказу и Закавказью, г. Калач-на-Дону, Волгоградская область, РСФСР | Россия                                                       | н/д                                                                                            |
| 23-я отдельная специальная моторизованная бригада милиции                       | 1989         | Центральное управление внутренних войск МВД СССР, г. Москва, РСФСР | Россия                                                       | Расформирована в 1999 году с вхождением воинских частей в состав 55-й дивизии внутренних войск |
| 24-я бригада оперативного назначения                                            | 1991         | 42-я конвойная дивизия, Управление внутренних войск МВД СССР по Северо-Западу, г. Снечкус, Литовская ССР | —                                                            | Расформирована к концу 1991 года                                                               |
| 30-я учебная бригада внутренних войск                                           | н/д          | Управление внутренних войск МВД СССР по Северному Кавказу и Закавказью, н.п. Персиановский, Ростовская область, РСФСР | —                                                            | н/д                                                                                            |
| 31-я конвойная Карпатская ордена Красной Звезды бригада                         | 1981         | 84-я конвойная дивизия, Управление внутренних войск МВД СССР по Уралу, г. Соликамск, Пермская область, РСФСР | Россия                                                       | н/д                                                                                            |
| 32-я отдельная конвойная Минская орденов Кутузова и Александра Невского бригада | 1986         | Центральное управление внутренних войск МВД СССР, г. Москва, РСФСР | Россия                                                       | н/д                                                                                            |
| 36-я отдельная бригада УСЧ                                                      | н/д          | Управление спецчастей ВВ МВД СССР, г. Кульсары, Гурьевская область, КазССР | Казахстан                                                    | н/д                                                                                            |
| 37-я конвойная бригада                                                          | 1981         | 84-я конвойная дивизия, Управление внутренних войск МВД СССР по Уралу, г. Кизел, Пермская область, РСФСР | Россия                                                       | н/д                                                                                            |
| 38-я конвойная бригада                                                          | 1982         | 152-я конвойная дивизия, Управление внутренних войск МВД СССР по Уралу, г. Ивдель, Свердловская область, РСФСР | Россия                                                       | н/д                                                                                            |
| 39-я конвойная бригада                                                          | 1982         | 152-я конвойная дивизия, Управление внутренних войск МВД СССР по Уралу, н.п. Сосьва, Свердловская область, РСФСР | Россия                                                       | н/д                                                                                            |
| 40-я конвойная бригада                                                          | 1974         | 102-я конвойная дивизия, Управление внутренних войск МВД СССР по Западной Сибири, н.п. Нижняя Пойма, Красноярский край, РСФСР                                                                                              | Россия                                                       | н/д                                                                                            |
| 51-я конвойная бригада                                                          | 1981         | 84-я конвойная дивизия, Управление внутренних войск МВД СССР по Уралу, н.п. Ныроб, Пермская область, РСФСР | Россия                                                       | н/д                                                                                            |
| 52-я конвойная бригада                                                          | 1980         | 88-я конвойная дивизия, Управление внутренних войск МВД СССР по Средней Азии и Казахской ССР, Управление бригады — г. Навои, Навоийская область, УзССР                                                                     | Узбекистан                                                   | н/д                                                                                            |
| 53-я отдельная конвойная бригада                                                | н/д          | Центральное управление внутренних войск МВД СССР, н.п. Явас, Мордовская АССР, РСФСР | Россия                                                       | н/д                                                                                            |
| 55-я конвойная бригада                                                          | 1979         | 83-я конвойная дивизия, Управление внутренних войск МВД СССР по Северо-Западу, н.п. Емва, Коми АССР, РСФСР | Россия                                                       | н/д                                                                                            |
| 62-я конвойная бригада                                                          | 1979         | 92-я конвойная дивизия, Управление внутренних войск МВД СССР по Дальнему Востоку и Восточной Сибири, г. Владивосток, Приморский край, РСФСР                                                                                | Россия                                                       | В 1998 году переформирована в 116-й специальный моторизованный полк                            |
| 63-я отдельная бригада УСЧ                                                      | 1972         | Управление спецчастей ВВ МВД СССР, Управление бригады — г. Ленинград, РСФСР. Все воинские части бригады были дислоцированы в Ленинградской области                                                                         | Россия                                                       | На 2003 год переформирована в 124-й полк УСЧ                                                   |
| 65-я отдельная бригада УСЧ                                                      | 1975         | Управление спецчастей ВВ МВД СССР, Управление бригады — г. Новочебоксарск, Чувашская АССР, РСФСР. Воинские части бригады были дислоцированы в Самарской, Ульяновской, Волгоградской, Саратовской областях и Чувашской АССР | Россия                                                       | Расформирована в 1999 году                                                                     |
| 66-я отдельная бригада УСЧ                                                      | 1977         | Управление спецчастей ВВ МВД СССР, Управление бригады — г. Москва, РСФСР. Все воинские части бригады были дислоцированы в Московской области                                                                               | Россия                                                       | н/д                                                                                            |
| 70-я отдельная учебная бригада                                                  | 1977         | Управление внутренних войск МВД СССР по Украинской ССР и Молдавской ССР, г. Золочев, Львовская область, УССР | Украина                                                      | Переформирована в Учебный центр Национальной гвардии. Дислокация не изменилась                 |
| 73-я конвойная бригада                                                          | 1986         | 89-я конвойная дивизия, Управление внутренних войск МВД СССР по Западной Сибири, г. Новосибирск, Новосибирская область РСФСР                                                                                               | Россия                                                       | Переформирована в 1995 в 601-й полк оперативного назначения                                    |
| 81-я отдельная конвойная бригада                                                | 1986         | Управление внутренних войск МВД СССР по Западной Сибири, г. Омск, Омская область, РСФСР | Россия                                                       | Переформирована в 1996 в 114-й специальный моторизованный полк                                 |
| 82-я отдельная конвойная бригада                                                | 1988         | Управление внутренних войск МВД СССР по Западной Сибири, Управление бригады — г. Барнаул, Алтайский край, РСФСР. Все воинские части бригады были дислоцированы в Алтайском крае                                            | Россия                                                       | н/д                                                                                            |
| 85-я отдельная Краснознамёенная конвойная бригада                               | 1972         | Управление внутренних войск МВД СССР по Северо-Западу, Управление бригады — г. Ленинград, РСФСР. Воинские части бригады были дислоцированы в Ленинградской, Псковской и Новгородской областях                              | Россия                                                       | н/д                                                                                            |
| 87-я отдельная конвойная бригада                                                | 1983         | Приволжское управление внутренних войск МВД СССР, г. Нижний Новгород, Нижегородская область, РСФСР | Россия                                                       | Переформирована в 1997 году в 262-й отдельный батальон оперативного назначения                 |
| 89-я конвойная бригада                                                          | 1986         | 80-я конвойная дивизия. Приволжское управление внутренних войск МВД СССР, г. Самара, Самарская область, РСФСР | Россия                                                       | Переформирован в 1996 году в 113-й специальный моторизованный полк                             |
| 90-я конвойная Краснознамённая бригада                                          | 1986         | 54-я конвойная дивизия. Управление внутренних войск МВД СССР по Северному Кавказу и Закавказью, г. Ростов, Ростовская область, РСФСР                                                                                       | Россия                                                       | Переформирована в 230-й полк внутренних войск                                                  |
| 91-я конвойная Краснознамённая, ордена Суворова бригада                         | 1981         | 102-я конвойная дивизия Управление внутренних войск МВД СССР по Западной Сибири, г. Красноярск, Красноярский край, РСФСР                                                                                                   | Россия                                                       | Дислокация не изменилась                                                                       |
| 92-я отдельная конвойная бригада                                                | 1981         | Приволжское управление внутренних войск МВД СССР, Управление бригады — г. Казань, Татарская АССР, РСФСР. Все воинские части бригады были дислоцированы в Татарской АССР                                                    | Россия                                                       | н/д                                                                                            |
| 93-я отдельная конвойная ордена Красной Звезды бригада                          | 1982         | Управление внутренних войск МВД СССР по Украинской ССР и Молдавской ССР, Управление бригады — г. Днепропетровск, УССР. Все воинские части бригады были дислоцированы в Днепропетровской области УССР                       | Украина                                                      | н/д                                                                                            |
| 97-я отдельная бригада УСЧ                                                      | 1981         | 96-я дивизия УСЧ, Управление спецчастей ВВ МВД СССР, г. Лесной, Свердловская область, РСФСР | Россия                                                       | Переформирована в 2008 году в 138-й полк УСЧ                                                   |

## Список применяемых условных сокращений
Ниже приведены сокращения, которые не раскрыты в заглавиях разделов.
- АзССР — Азербайджанская Советская Социалистическая Республика;
- АССР — Автономная Советская Социалистическая Республика;
- БелВО — Белорусский военный округ;
- БФ — Балтийский флот;
- БССР — Белорусская Советская Социалистическая Республика;
- ВПО — Восточный пограничный округ;
- ГРУ ГШ — Главное разведывательное управление Генерального штаба;
- ГСВГ — Группа советских войск в Германии;
- ГСВСК — Группа советских военных специалистов на Кубе;
- ГСВМНР — Группа советских войск в Монгольской Народной Республике;
- ГССР — Грузинская Советская Социалистическая Республика;
- ДВО — Дальневосточный военный округ;
- ДПО — Дальневосточный пограничный округ;
- ЗабВО — Забайкальский военный округ;
- ЗакВО — Закавказский военный округ;
- ЗакПО — Закавказский пограничный округ;
- ЗПО — Западный пограничный округ;
- КазССР — Казахская Советская Социалистическая Республика;
- КирССР — Киргизская Советская Социалистическая Республика;
- КВО — Киевский военный округ;
- ЛатССР — Латвийская Советская Социалистическая Республика;
- ЛенВО — Ленинградский военный округ;
- МВО — Московский военный округ;
- МССР — Молдавская Советская Социалистическая Республика;
- н/д — нет данных;
- ОдВО — Одесский военный округ;
- ПВО — Противовоздушная оборона;
- ПриВО — Приволжский военный округ;
- ПрибВО — Прибалтийский военный округ;
- ППО — Прибалтийский пограничный округ;
- ПрикВО — Прикарпатский военный округ;
- РСФСР — Российская Советская Федеративная Социалистическая Республика;
- САВО — Среднеазиатский военный округ;
- САПО — Среднеазиатский пограничный округ;
- СГВ — Северная группа войск;
- СибВО — Сибирский военный округ;
- СВПО — Северо-восточный пограничный округ;
- СЗПО — Северо-западный пограничный округ;
- СКВО — Северокавказский военный округ;
- СФ — Северный флот;
- ТуркВО — Туркестанский военный округ;
- ТПО — Тихоокеанский пограничный округ;
- ТОФ — Тихоокеанский флот;
- УССР — Украинская Советская Социалистическая Республика;
- УзССР — Узбекская Советская Социалистическая Республика;
- УрВО — Уральский военный округ;
- ЧССР — Чехословацкая Социалистическая Республика;
- ЧФ — Черноморский флот;
- ЦГВ — Центральная группа войск;
- ЭССР — Эстонская Советская Социалистическая Республика;
- ЮГВ — Южная группа войск;